# Mouxy
Vous lisez un « bon article » labellisé en 2014.
Mouxy est une commune française située dans le département de la Savoie, en région Auvergne-Rhône-Alpes.
S'élevant sur les contreforts des Préalpes, et plus particulièrement sur les premières pentes du massif des Bauges, la commune n'a cessé d'accroître son nombre d'habitants depuis 1930. La ville est implantée à proximité d'une grande zone urbaine avec les villes d'Aix-les-Bains et de Chambéry, plus grandes villes du département. Traversée par plusieurs cours d'eau, la commune accueille également sur son territoire une partie du mont Revard.
La commune est habitée depuis le Néolithique. Son histoire est marquée par celle de la Savoie. En effet, la ville est devenue française à la suite de l'annexion de la Savoie par la France.
Mouxy possède aussi une grande richesse naturelle : elle appartient à trois zones naturelles d'intérêt écologique, faunistique et floristique (ZNIEFF) de la région Auvergne-Rhône-Alpes avec une importante diversité animale et surtout végétale. Celle-ci résulte en partie de la faible urbanisation dans les forêts du Revard et des Bauges.

## Géographie

### Localisation
Surplombée par le mont Revard, la commune de Mouxy est située sur les hauteurs d'Aix-les-Bains, dont elle est limitrophe. Elle fait en outre partie de la communauté d'agglomération du lac du Bourget (CALB).
Les villes voisines importantes (Annecy au nord et de Chambéry au sud) se situent à vol d'oiseau à des distances respectives de 28,9 km et de 12,5 km.

### Communes limitrophes
Mouxy est limitrophe de quatre communes :

### Occupation des sols
L'occupation des sols de la commune, telle qu'elle ressort de la base de données européenne d’occupation biophysique des sols Corine Land Cover (CLC), est marquée par l'importance des forêts et milieux semi-naturels (47,7 % en 2018), une proportion identique à celle de 1990 (47,7 %). La répartition détaillée en 2018 est la suivante : 
forêts (41 %), zones agricoles hétérogènes (37 %), zones urbanisées (14,6 %), milieux à végétation arbustive et/ou herbacée (6,7 %), zones industrielles ou commerciales et réseaux de communication (0,7 %).
L'IGN met par ailleurs à disposition un outil en ligne permettant de comparer l’évolution dans le temps de l’occupation des sols de la commune (ou de territoires à des échelles différentes). Plusieurs époques sont accessibles sous forme de cartes ou photos aériennes : la carte de Cassini (XVIIIe siècle), la carte d'état-major (1820-1866) et la période actuelle (1950 à aujourd'hui).

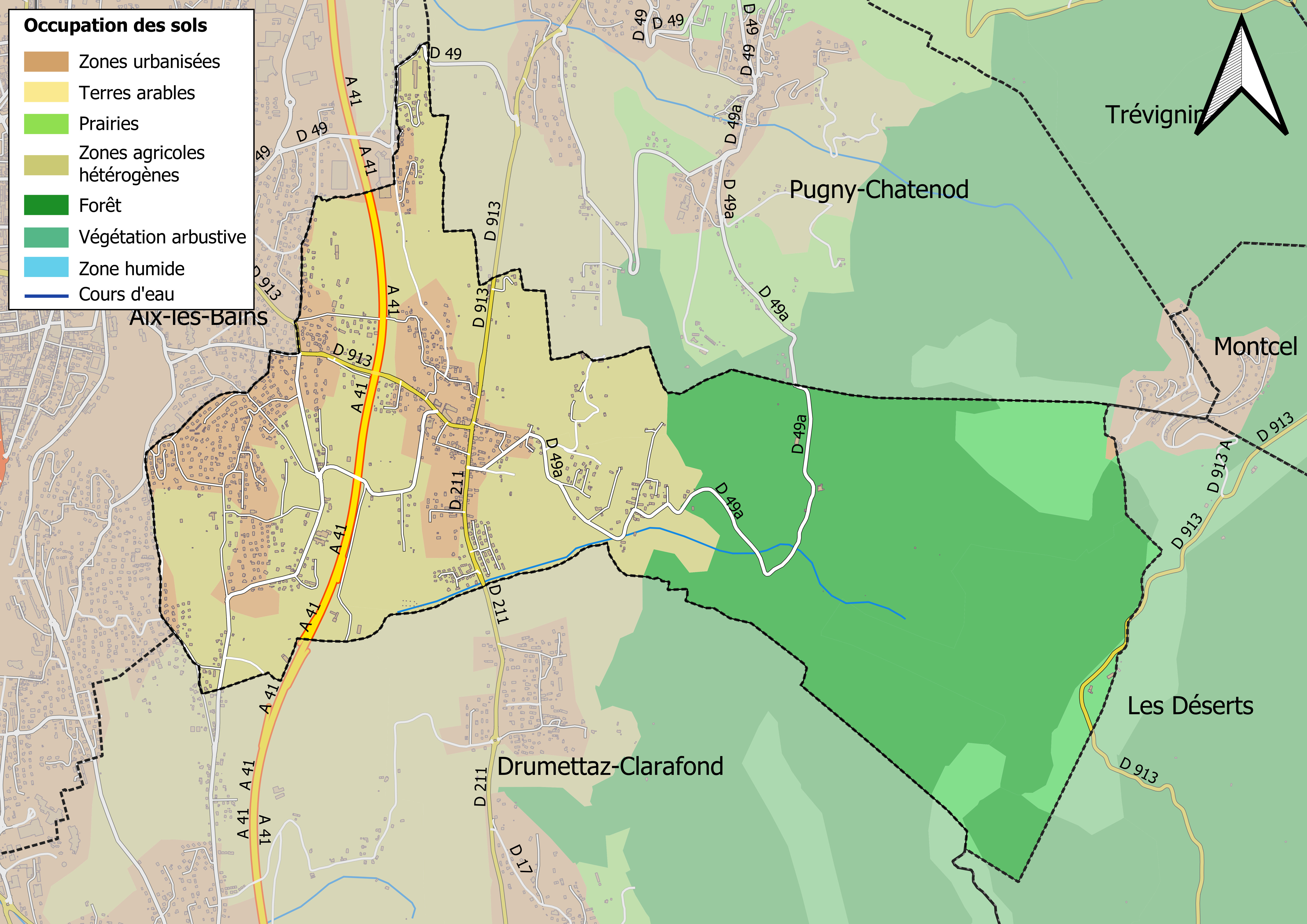
Carte des infrastructures et de l'occupation des sols en 2018 (CLC) de la commune.
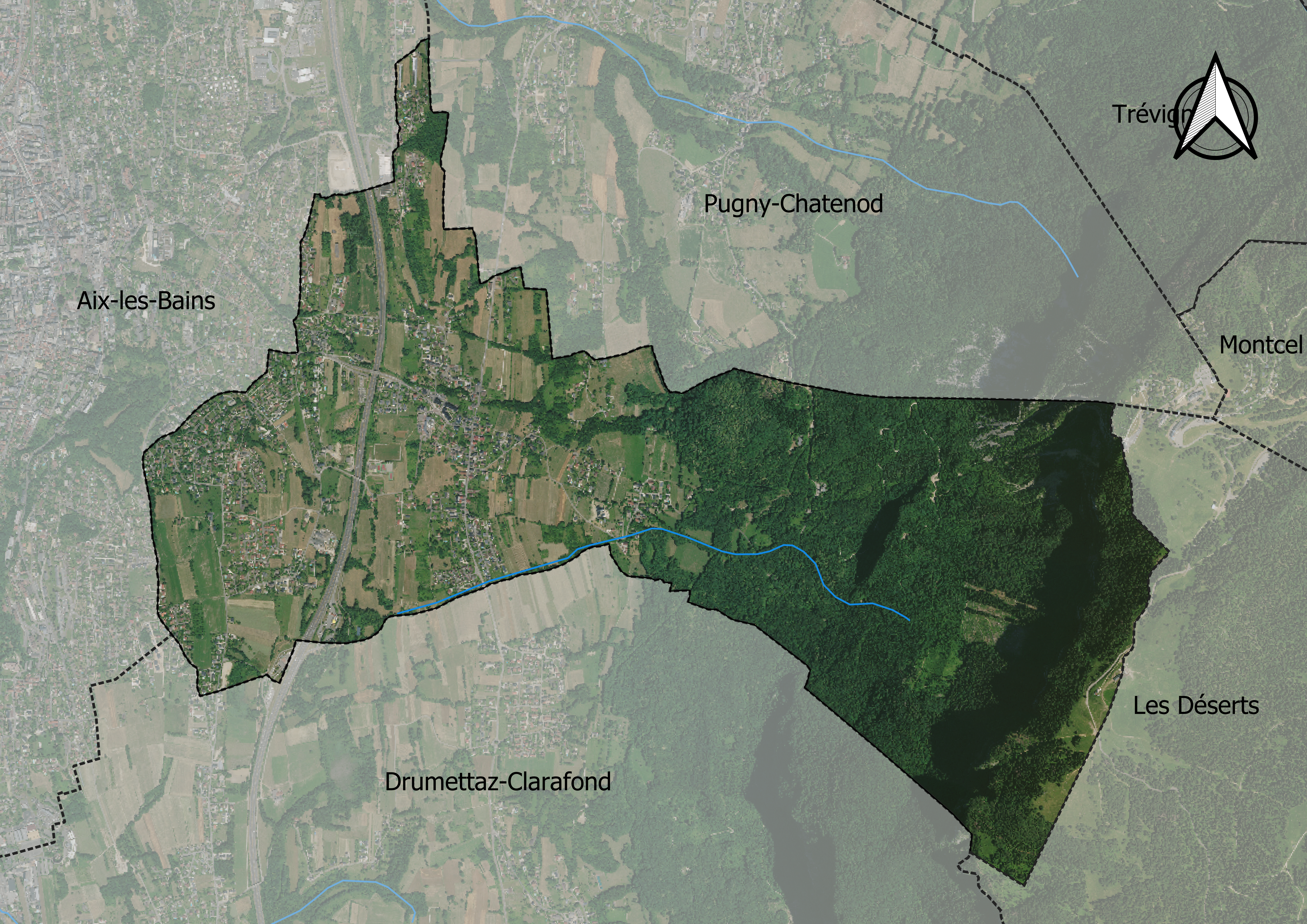
Carte orthophotogrammétrique de la commune.

### Morphologie urbaine

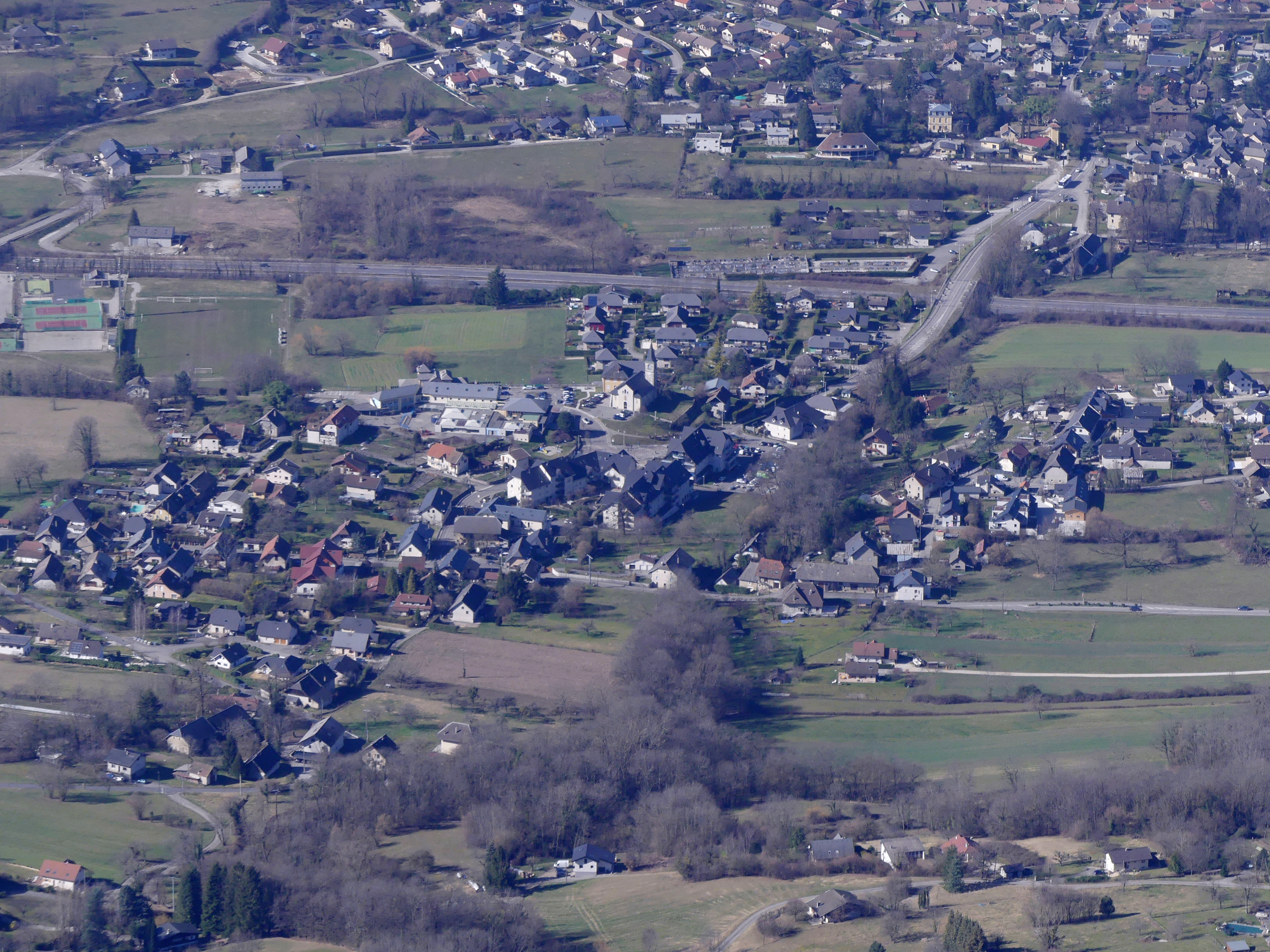
Chef-lieu de Mouxy.

De nombreux lieux-dits sont présents sur l'ensemble du territoire communal comme le Biollay, le Chênoz, Montécovié, la Croix Balmont, le Crêt, le Faubourg et les Mentens.

### Relief
La superficie de la commune est de 628 hectares ; son altitude s'étend sur près de 1 200 mètres : entre 349 et 1 530 mètres. Le point le plus bas se trouve en bordure d'Aix-les-Bains au sud de la commune, le point culminant est le mont Revard. Le centre-ville se situe à une altitude d'environ 405 m.
La commune surplombe le lac du Bourget, plus grand lac naturel de France, et offre une vue sur les sommets environnants et notamment la croix du Nivolet, le massif de la Chartreuse, le mont Granier et la dent du Chat. Elle s’étend de la plaine aixoise jusqu’au massif des Bauges. La densité de population diminue quand on se rapproche du mont Revard. En effet, le lieu, en plein dénivelé et sans accès, est inconstructible.

### Géologie

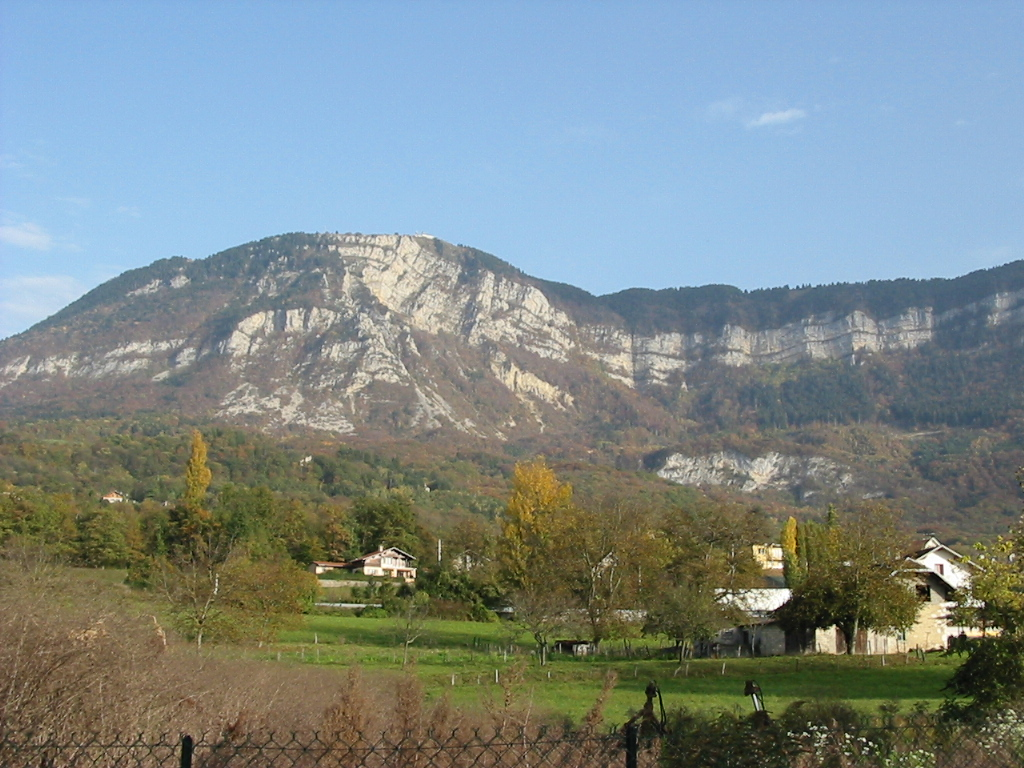
Les pentes du mont Revard. On remarque les différents types de roches.

La géologie particulière de la région entourant Aix-les-Bains, y compris celle de Mouxy, a fait l'objet d'une étude publiée en décembre 2009. Cette étude porte sur l'évolution géologique des lieux entourant Aix pour expliquer la particularité du système thermal local et s'intitule : L'Influence d’évènements paléoclimatiques sur le fonctionnement d’un système thermal alpin (France) : contribution de la modélisation thermale-hydrodynamique.
Le sol de la commune est constitué d'alluvions glaciaires avec localement de l'urgonien. En gravissant les pentes du massif des Bauges, on retrouve plusieurs types de roches et de calcaire marno-calcaire mais surtout, on retrouve l'urgonien en grande majorité près du mont Revard et dans presque la totalité du massif.

### Hydrographie
Le territoire de la commune est traversé par quatre cours d'eau : le ruisseau de l'Angolet qui longe une partie de la commune au sud, le ruisseau de la Chaudanne qui traverse toute la commune d'ouest en est, le ruisseau de Combo qui traverse la commune au nord et le ruisseau des Garins qui traverse tout au nord une petite portion de la commune. Ces ruisseaux prennent leur source dans le massif des Bauges et se jettent finalement dans le lac du Bourget.

### Prévention des risques et catastrophes naturelles
Mouxy est exposée à plusieurs risques naturels : risques d'inondations qui ont fait l'objet d'un plan de prévention approuvé, zone de sismicité de niveau 4 (sismicité moyenne) et transport de matières dangereuses.
Le tableau ci-dessous représente les derniers arrêtés de catastrophe naturelle sur la commune :
| Phénomène météorologique | Date ou période de l'événement |
| Vent                     | 07 au 08/11/1982               |
| Orages                   | 26 au 27/11/1983               |
| I et CB                  | 14 au 20/02/1990               |
| I et CB                  | 21 au 24/12/1991               |
| I et CB                  | 21/07/1992                     |

Aucun autre arrêté de catastrophe naturelle n'a été déclenché sur la commune depuis celui du 21 juillet 1992.

### Climat
Pour des articles plus généraux, voir Climat d'Auvergne-Rhône-Alpes et Climat de la Savoie.
En 2010, le climat de la commune est de type climat des marges montargnardes, selon une étude du Centre national de la recherche scientifique s'appuyant sur une série de données couvrant la période 1971-2000. En 2020, Météo-France publie une typologie des climats de la France métropolitaine dans laquelle la commune est exposée à un climat de montagne ou de marges de montagne et est dans la région climatique Alpes du nord, caractérisée par une pluviométrie annuelle de 1 200 à 1 500 mm, irrégulièrement répartie en été.
Pour la période 1971-2000, la température annuelle moyenne est de 10,8 °C, avec une amplitude thermique annuelle de 18,2 °C. Le cumul annuel moyen de précipitations est de 1 372 mm, avec 9,8 jours de précipitations en janvier et 8,5 jours en juillet. Pour la période 1991-2020, la température moyenne annuelle observée sur la station météorologique de Météo-France la plus proche, « Trévignin », sur la commune de Trévignin à 3 km à vol d'oiseau, est de 9,8 °C et le cumul annuel moyen de précipitations est de 1 517,3 mm,. Pour l'avenir, les paramètres climatiques de la commune estimés pour 2050 selon différents scénarios d'émission de gaz à effet de serre sont consultables sur un site dédié publié par Météo-France en novembre 2022.
| Mois                                  | jan.           | fév.           | mars            | avril         | mai             | juin           | jui.           | août           | sep.           | oct.            | nov.            | déc.            | année      |
| ------------------------------------- | -------------- | -------------- | --------------- | ------------- | --------------- | -------------- | -------------- | -------------- | -------------- | --------------- | --------------- | --------------- | ---------- |
| Température minimale moyenne (°C)     | −1,7           | −1,5           | 1,5             | 4,3           | 8,2             | 11,9           | 13,9           | 13,7           | 10,2           | 6,8             | 2,1             | −0,9            | 5,7        |
| Température moyenne (°C)              | 1              | 2              | 5,7             | 9             | 13              | 16,9           | 19             | 18,7           | 14,5           | 10,3            | 5,1             | 1,8             | 9,8        |
| Température maximale moyenne (°C)     | 3,8            | 5,4            | 10              | 13,7          | 17,8            | 21,9           | 24,2           | 23,7           | 18,8           | 13,9            | 8,1             | 4,6             | 13,8       |
| Record de froid (°C) date du record   | −12,9 28.01.05 | −17,8 05.02.12 | −15 01.03.05    | −7 08.04.03   | −1,1 15.05.1995 | 2,5 13.06.1998 | 5,5 13.07.1993 | 4,9 31.08.1995 | 0,9 30.09.1995 | −4,8 31.10.1997 | −9,2 27.11.10   | −15,3 20.12.09  | −17,8 2012 |
| Record de chaleur (°C) date du record | 15,2 10.01.15  | 18,1 23.02.20  | 23,2 22.03.1990 | 25,4 21.04.18 | 29,8 24.05.09   | 33,6 27.06.19  | 34,5 31.07.20  | 36,2 13.08.03  | 28,2 14.09.20  | 24 20.10.14     | 19,8 06.11.1997 | 21,5 18.12.1989 | 36,2 2003  |
| Précipitations (mm)                   | 114,7          | 99,7           | 113,5           | 123,3         | 138,5           | 125,7          | 126,7          | 127,7          | 133,4          | 138,9           | 137,1           | 138,1           | 1 517,3    |

### Voies de communication et transports

#### Voies routières

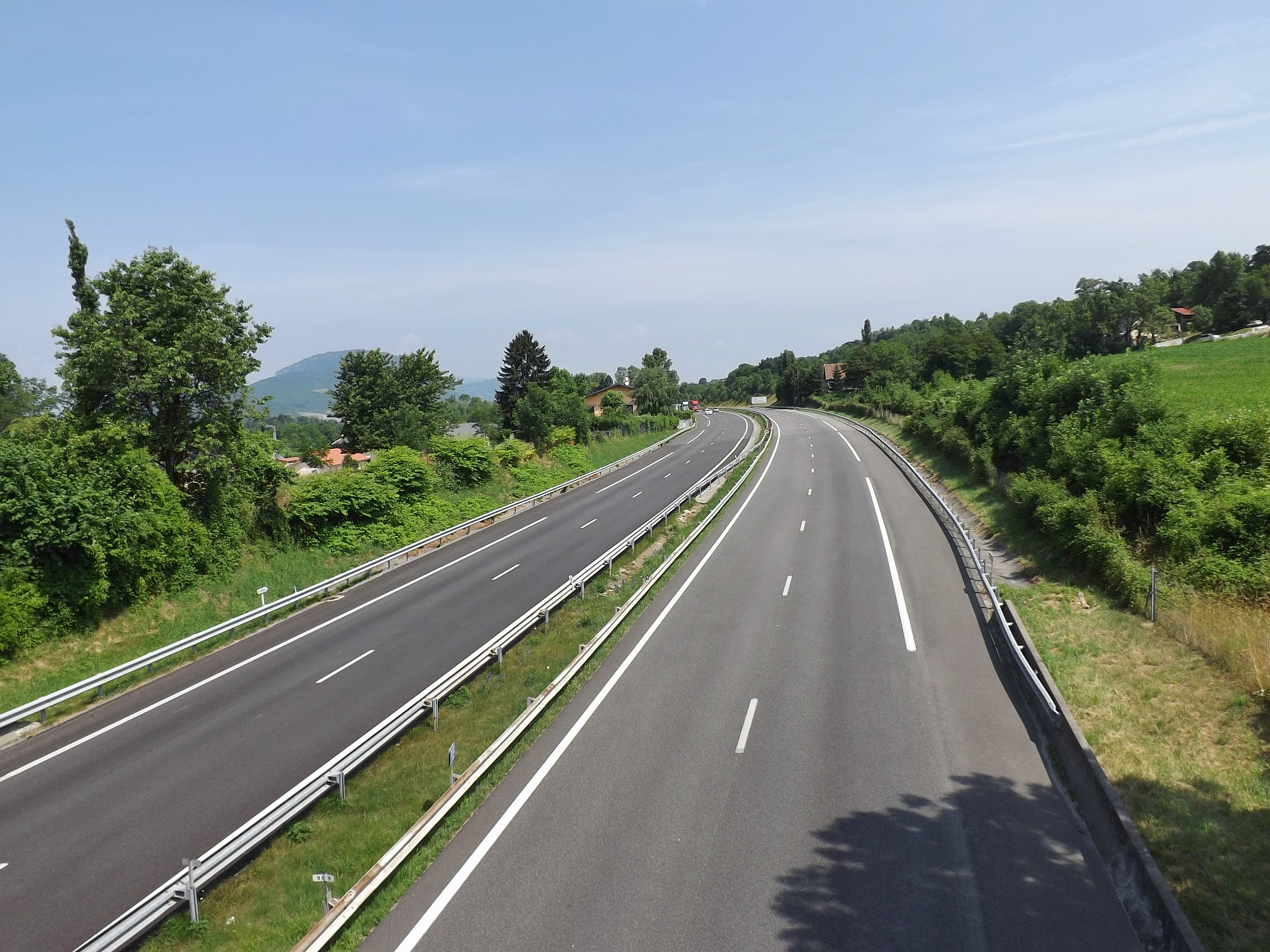
L'autoroute A41 traversant Mouxy.

La commune est située principalement sur la route départementale 913 (route du Mont Revard), axe stratégique qui relie le bassin aixois au parc naturel régional du massif des Bauges et notamment au domaine de Savoie Grand Revard.
Une autre route départementale (D 211) rejoint la ville par le sud. Celle-ci part de l'agglomération chambérienne pour s'arrêter sur Mouxy, au carrefour de la route du Revard.
Une petite route départementale (D 49A) relie Mouxy à Pugny-Chatenod. Cette voie passe devant l'ancienne gare du téléphérique, actuellement en ruines, où des projets sont en suspens. Des sentiers de randonnée abordent cette route.
L'autoroute A41, qui traverse la commune, ne possède aucune sortie directe sur la ville. Une aire d'autoroute porte le nom de la ville dans le sens Chambéry-Genève. Celle-ci est implantée près du Biollay. Par contre, les entrées et sorties les plus proches sont celles d'Aix-les-Bains-Sud (sortie 13 à environ 5 km de la commune) et d'Aix-les-Bains-Nord (sortie 14 à environ 7 km).

#### Transport ferroviaire
La commune de Mouxy n'est traversée par aucune ligne de chemin de fer. La ligne la plus proche est la ligne de Culoz à Modane (frontière) située à environ trois kilomètres à l’ouest, sur laquelle la gare ferroviaire la plus proche est la gare d'Aix-les-Bains-Le Revard. Elle est desservie par des TGV depuis et vers Paris et Marseille, des intercités de nuit vers Paris et des trains TER Rhône-Alpes assurant les liaisons vers Lyon, Genève, Annecy, Grenoble et Valence. Elle est accessible par la RD 913, en traversant le centre-ville d'Aix.

#### Transport aérien

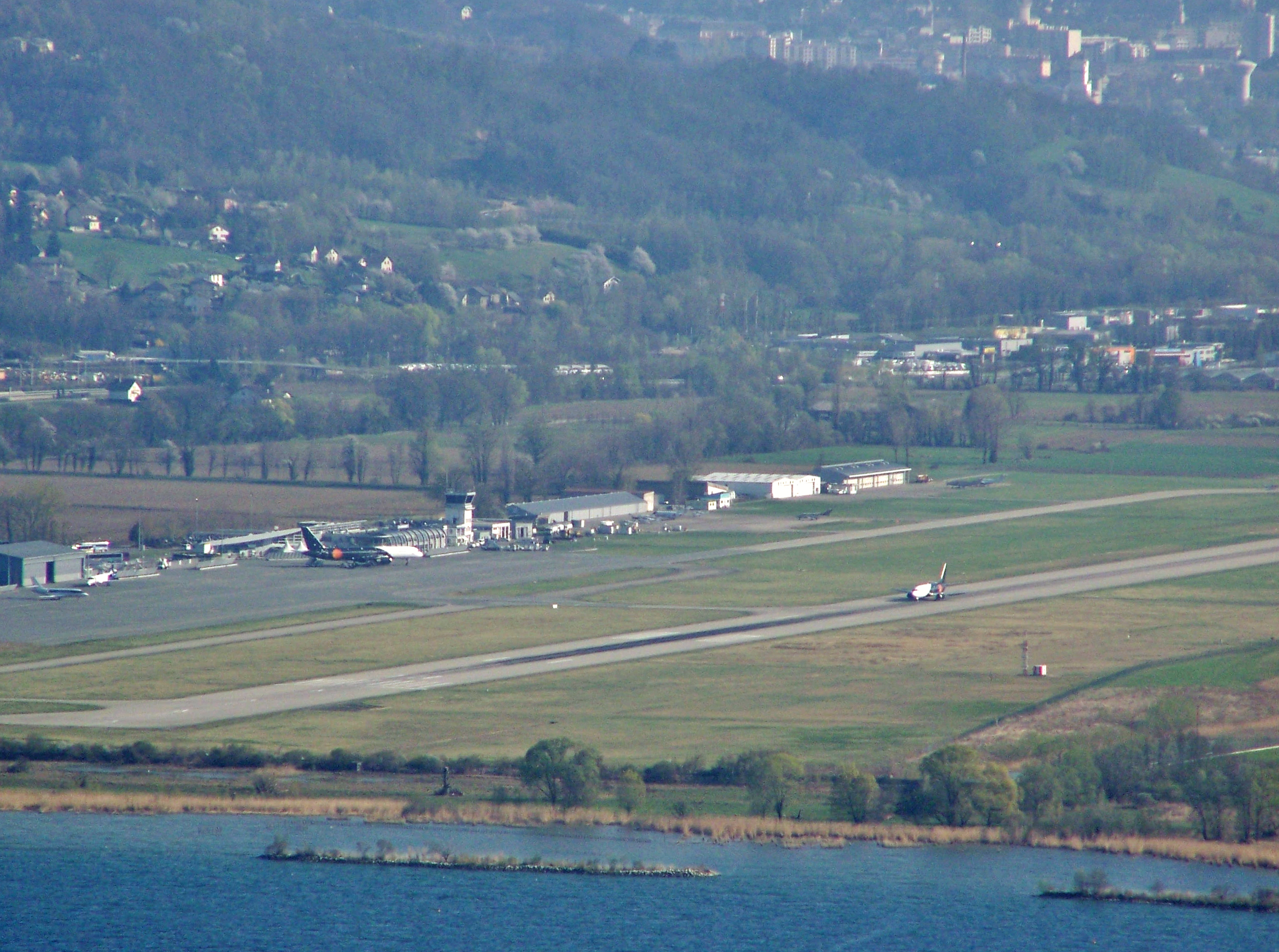
L'aéroport de Chambéry - Savoie au sud de la commune.

L'aéroport de Chambéry - Savoie, situé à environ 10 km, est l'aéroport le plus proche. Il propose des vols réguliers à destination de différentes villes de Grande-Bretagne ou des Pays-Bas (Londres, Rotterdam, Manchester, Birmingham, Édimbourg entre autres). L’aéroport est par ailleurs desservi par plusieurs compagnies charter spécialisées dans les vacances de ski.
L'aéroport d'Annecy Haute-Savoie Mont-Blanc, situé à environ 30 km, dessert l'agglomération d'Annecy.
L'aéroport le plus important pour la région est l'aéroport de Lyon-Saint-Exupéry à environ 90 km. Avec 8,56 millions de passagers traités en 2013, il se classe comme le quatrième aéroport français derrière ceux de Paris-Charles-de-Gaulle, Paris-Orly et Nice-Côte d'Azur.
Par ailleurs, à 76 km se situe l'aéroport international de Genève dont la desserts permet de rejoindre de nombreuses destinations.

#### Transports en commun
Mouxy est desservie par deux lignes de transports en commun de la CALB par le réseau Ondéa ; ce sont les lignes 11 (Lycée Marlioz - Clarafond) et 15 (Mouxy l'Angolet). Ces lignes de bus desservent l'ensemble des communes du bassin aixois. Elles permettent de relier également les communes un peu plus éloignées (Trévignin, Montcel, etc.) aux établissement scolaires se trouvant à plusieurs kilomètres.

## Urbanisme

### Typologie
Au 1er janvier 2024, Mouxy est catégorisée ceinture urbaine, selon la nouvelle grille communale de densité à sept niveaux définie par l'Insee en 2022.
Elle appartient à l'unité urbaine de Chambéry, une agglomération intra-départementale regroupant 35  communes, dont elle est une commune de la banlieue,,. Par ailleurs la commune fait partie de l'aire d'attraction de Chambéry, dont elle est une commune de la couronne,. Cette aire, qui regroupe 115 communes, est catégorisée dans les aires de 200 000 à moins de 700 000 habitants,.

### Occupation des sols
L'occupation des sols de la commune, telle qu'elle ressort de la base de données européenne d’occupation biophysique des sols Corine Land Cover (CLC), est marquée par l'importance des forêts et milieux semi-naturels (47,7 % en 2018), une proportion identique à celle de 1990 (47,7 %). La répartition détaillée en 2018 est la suivante : 
forêts (41 %), zones agricoles hétérogènes (37 %), zones urbanisées (14,6 %), milieux à végétation arbustive et/ou herbacée (6,7 %), zones industrielles ou commerciales et réseaux de communication (0,7 %).
L'IGN met par ailleurs à disposition un outil en ligne permettant de comparer l’évolution dans le temps de l’occupation des sols de la commune (ou de territoires à des échelles différentes). Plusieurs époques sont accessibles sous forme de cartes ou photos aériennes : la carte de Cassini (XVIIIe siècle), la carte d'état-major (1820-1866) et la période actuelle (1950 à aujourd'hui).

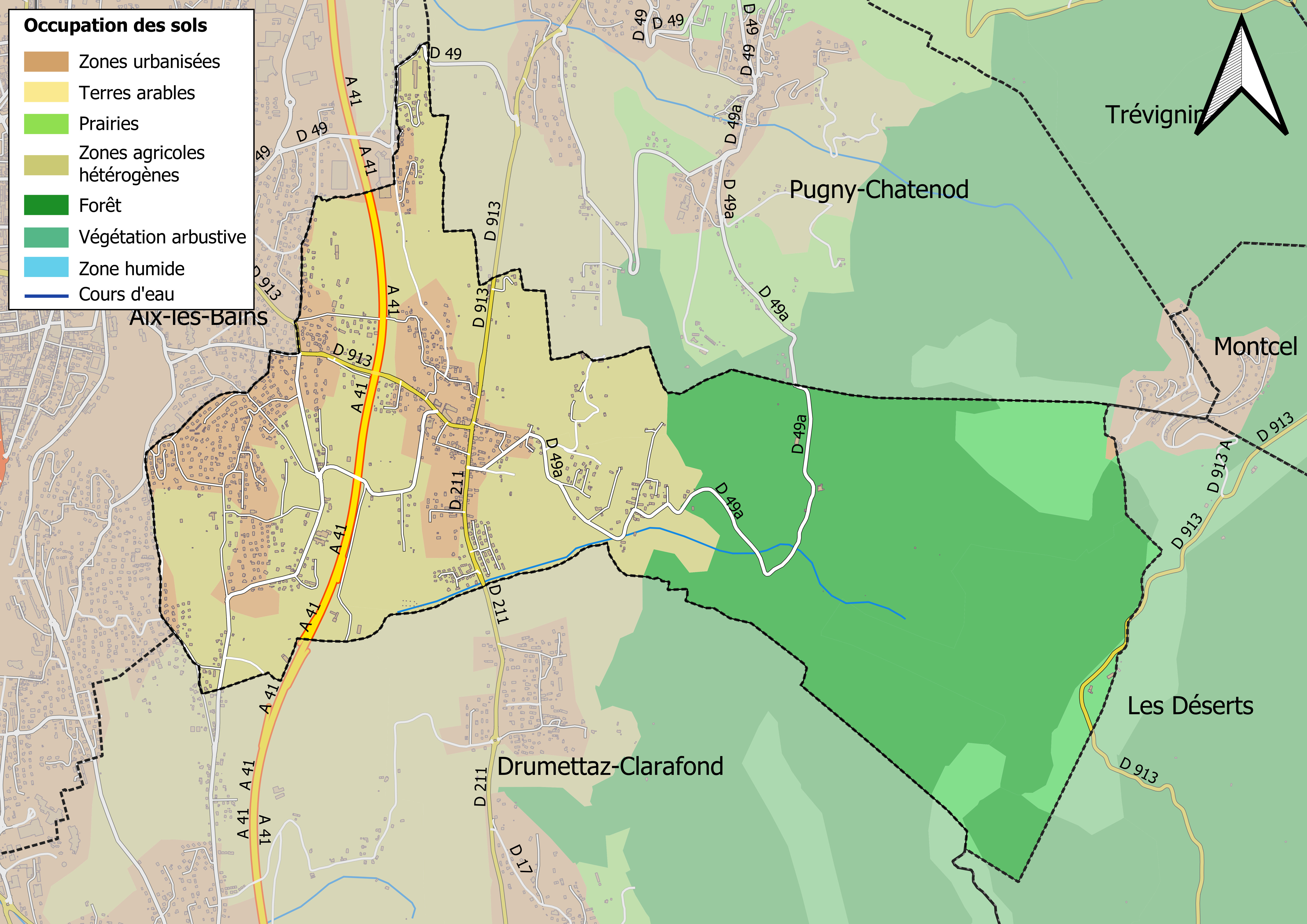
Carte des infrastructures et de l'occupation des sols en 2018 (CLC) de la commune.
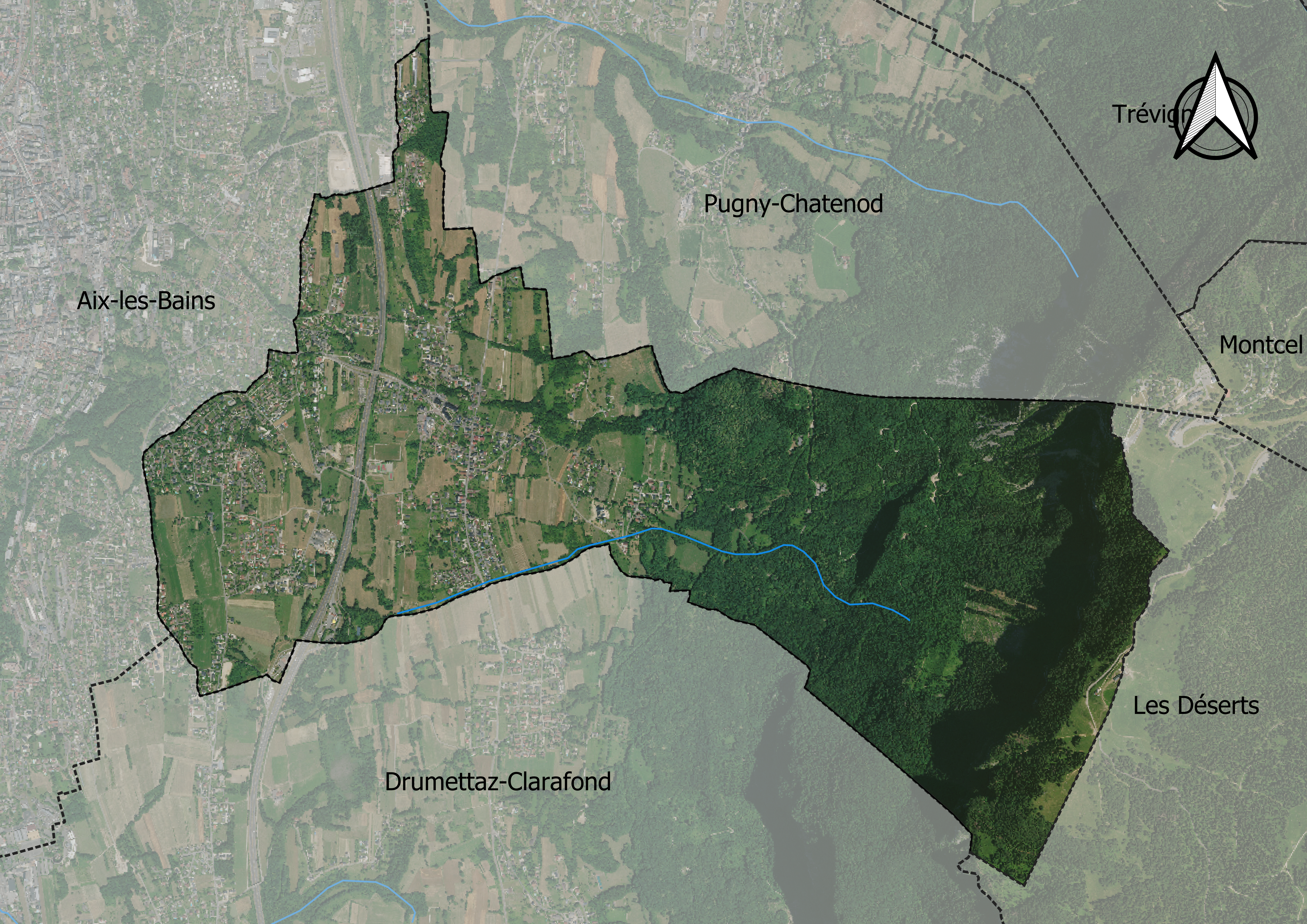
Carte orthophotogrammétrique de la commune.

### Morphologie urbaine

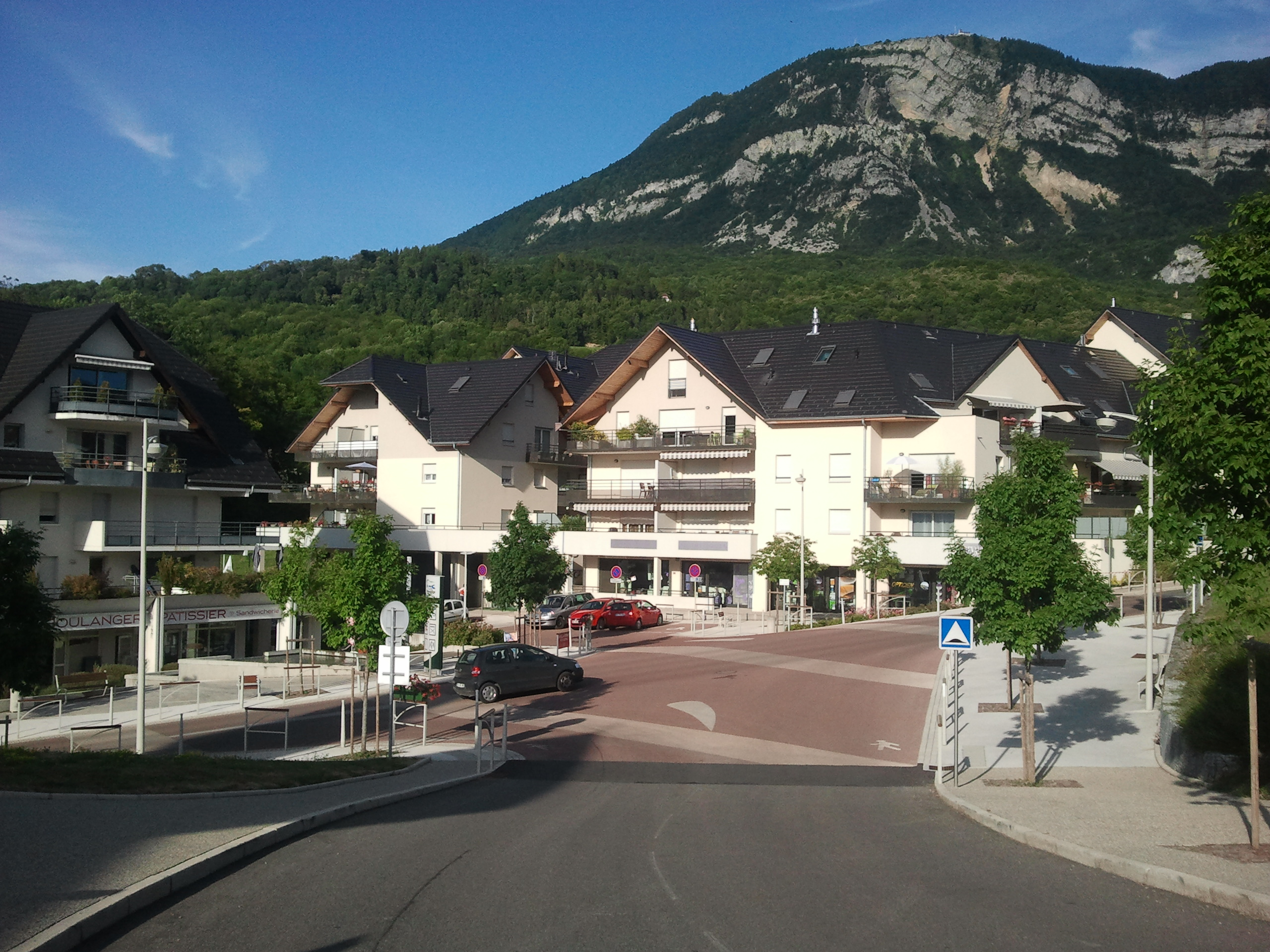
Centre-ville de Mouxy avec nouveaux immeubles et commerces.

De nouveaux lotissements et quartiers se sont créés principalement sur la partie ouest entre la fin du XXe siècle et le début du XXIe siècle. L'autoroute coupe la ville en deux parties. La disposition des anciennes habitations et des nouveaux lotissements sur la ville est bouleversée : de grandes zones agricoles séparent et mélangent vie urbaine et vie rurale.
Le tableau ci-dessous représente l'occupation de l'espace sur la commune :
| Tissu urbain discontinu                                                              | 15,30 % |
| Zones industrielles et commerciales                                                  | 0,72 %  |
| Systèmes culturaux et parcellaires complexes                                         | 26,20 % |
| Surfaces essentiellement agricoles, interrompues par des espaces naturels importants | 10,50 % |
| Forêts diverses                                                                      | 41,90 % |
| Pelouses et pâturages naturels                                                       | 1,60 %  |
| Végétation en mutation                                                               | 3,80 %  |

On remarque que les forêts diverses représentent la plus grande majorité de l'occupation de l'espace sur la commune.

### Logement
En 2009, le nombre total de logements dans la commune était de 804, alors qu'il était de 601 en 1999.
La part de logements HLM loués vides (logements sociaux) a beaucoup augmenté : 3,3 % contre 2,2 % en 1999, leur nombre ayant augmenté de 12 à 25.
Voici le tableau représentatif des catégories et des types de logements sur la commune :
|                                                  | 2011 | en %  | 2006 | en %  |
| Maisons                                          | 764  | 84,2  | 682  | 94,2  |
| Appartements                                     | 141  | 15,5  | 42   | 5,8   |
| Ensemble                                         | 907  | 100,0 | 731  | 100,0 |
| Résidences principales                           | 842  | 92,8  | 681  | 93,2  |
| Résidences secondaires et logements occasionnels | 39   | 4,3   | 26   | 3,5   |
| Logements vacants                                | 26   | 2,8   | 24   | 3,4   |

Sur la commune de Mouxy, la majorité des logements sont des maisons individuelles. En effet, les appartements sont rares. On peut également remarquer que la quasi-totalité des habitations sont des résidences principales.
Ce tableau représente les résidences principales en 2011, selon la période d'achèvement :
|                                               | Nombre | en %  |
| Résidences principales construites avant 2009 | 728    | 100,0 |
| Avant 1946                                    | 107    | 14,7  |
| De 1946 à 1990                                | 328    | 45,1  |
| De 1991 à 2008                                | 293    | 40,2  |

D'après ce tableau, on remarque que la plupart des logements ont été construits après le Seconde Guerre mondiale.

### Projets d'aménagement
Un projet de construction d'un immeuble en plein centre-ville a créé une polémique : le promoteur immobilier aixois Hestya Promotion a décidé d'implanter un projet immobilier d'envergure à la place d'un vieux garage et d'une maison. Le projet de l'immeuble du Paquebot, 17 appartements sur une surface totale de 1 400 m2 habitables, inquiète de plus en plus les riverains compte tenu de son implantation prévue dans une rue résidentielle et de faible passage.

## Toponymie

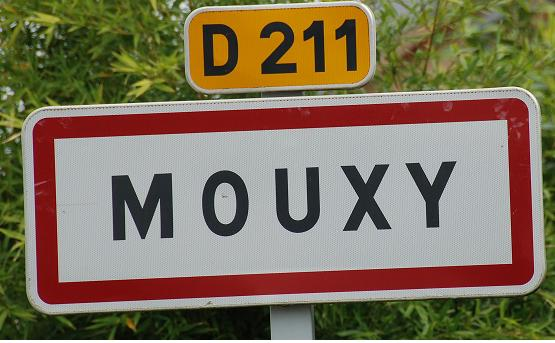
Panneau d'entrée dans le village.

Mouxy signifierait domaine d'un Mustius, dont la racine aurait donné son nom à de nombreuses villes françaises dont Moissac,. Le nom de la commune est dérivé du domaine gallo-romain : Missiacum formé avec le suffixe -acum sur le patronyme Missius, Muscius ou Mussius,.
La paroisse est mentionnée dès le XIIe siècle par Ecclesia de Mauseu. On trouve par la suite les mentions du toponyme et ses dérivés avec Mauxie en 1232, Mouxie en 1355, Mossiacum en 1488 et Moussi en 1617,.
En francoprovençal, le nom de la commune s'écrit Meûssi, selon la graphie de Conflans.

## Histoire
L'évolution de la commune est marquée par l'histoire d'Aix-les-Bains, et en particulier par l'importance du lac du Bourget et des sources d'eaux chaudes de la ville d'Aix qui en font toujours un haut lieu du thermalisme. On peut aussi dire, d'une manière plus générale, que l'histoire de Mouxy est étroitement liée à celle de la Savoie.

### Néolithique et Antiquité
Le site fut habité depuis le Néolithique. En effet, des communautés sédentaires d'agriculteurs s'installèrent dans les plaines et les grandes vallées d'altitude moyenne. La première véritable phase d’occupation par des populations est observée, sur des gisements à niveaux organiques préservés à Saint-Pierre-de-Curtille (lac du Bourget).
La région est ensuite occupée par le peuple des Allobroges. Le territoire de l'Allobrogie est occupé par les légions romaines à la suite de la défaite en -121.
Vers 443, le général romain Aetius concède la Sapaudia à un peuple germain, les Burgondes.

### Moyen Âge
Mouxy est une paroisse - ecclesia de Mauseu - qui dépend du prieuré de Clarafont selon un acte de 1344. À cette période, une nouvelle église dédiée à saint Jacques-le-Majeur est édifiée. Auparavant, celle-ci dépendait soit du prieuré de Saint-Pol soit de Saint-Hippolyte sur Aix. La paroisse est rattachée par la suite au prieuré d'Aix au XVIe siècle. On apprend que le curé de l'église, en 1340, devait à l'évêque lors de sa visite pastorale une procuration de 9 florins. En 1494, les fruits ou revenus de la cure sont estimés à 50 florins. L'église ne possède pas à l'origine d'image de son saint patron, ni autre objet de culte. En 1678, elle possède des reliques de saint Jacques, de saint Alexis et de la vraie croix.
Le village de Mouxy compte environ 30 feux en 1494 et 1497. Au siècle suivant, on passe à 42 feux et 440 communiants. Ils sont 420 communiants en 1667. Le nombre se maintient par la suite pour atteindre environ 300 habitants dont 220 communiants en 1729.

### Époque contemporaine

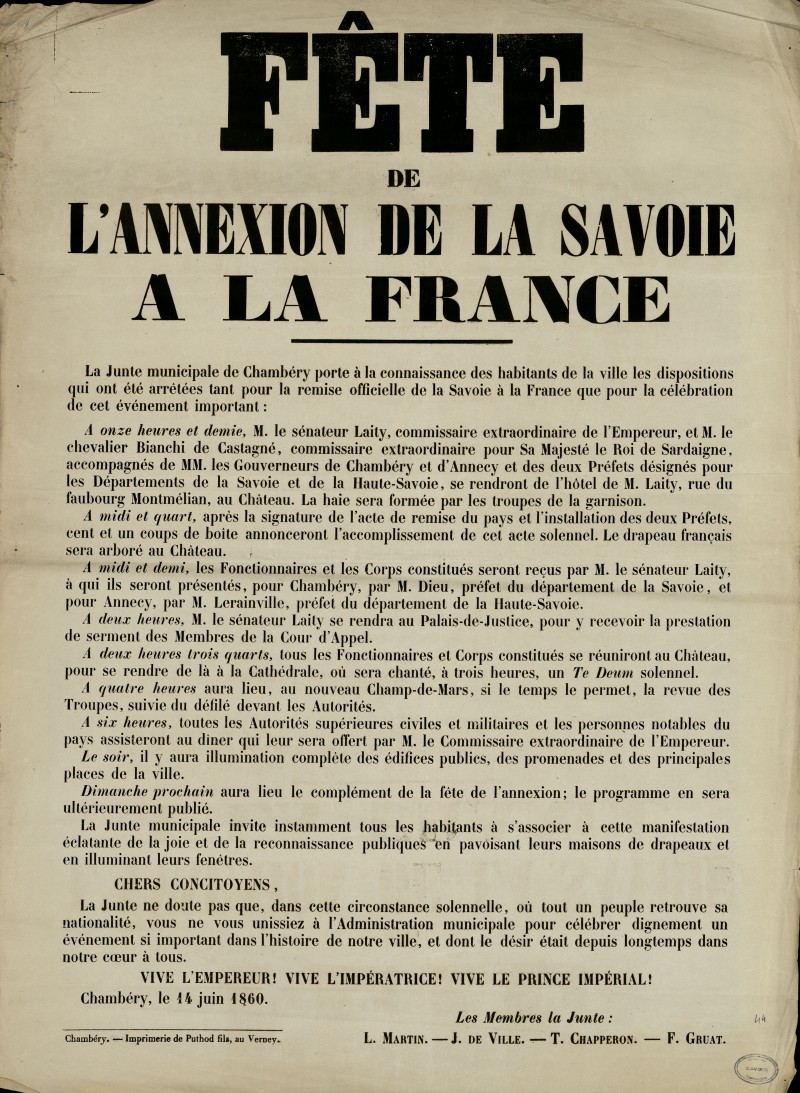
Fête de l'annexion de la Savoie à la France.

En 1860, face à la période du Risorgimento en Italie, amène la question sur l'avenir du duché de Savoie. Ce dernier fait partie d'une transaction entre le roi du Piémont-Sardaigne, Victor-Emmanuel Ier de Sardaigne, et l'Empereur des français, Napoléon III. À la suite du traité de Turin qui voit l'annexion de la Savoie par la France, Mouxy devient comme tout le territoire du duché une terre désormais française.

### Seconde Guerre mondiale
Le 10 juin 1940, Mussolini déclare la guerre à la France. La Savoie est prise dans l'étau. Les combats débutent dans les Alpes. L'armée italienne, commandée par le prince héritier Umberto de Savoie et le général Alfredo Guzzoni, formée par 22 divisions et 321 000 hommes se lancent sur les secteurs du Petit-Saint-Bernard et du Mont-Cenis. Face à cette force, les 185 000 hommes du général René Olry réussissent à résister. Dans la vallée, les Allemands passent le Rhône à Culoz et entrent dans Aix-les-Bains et ses villes et villages alentour, Chambéry n'est pas encore tombée. La signature de l'armistice le 22 juin 1940 met fin aux combats.
Mais un second armistice est signé avec l'Italie le 24 juin qui exige l'occupation de la Haute-Tarentaise et la démilitarisation de la frontière. Cette situation va devenir explosive sur tout le département.
Dates importantes :
- le 1er janvier 1943 : les Italiens occupent l'intégralité de la Savoie. Ils contrôlent la frontière franco-suisse[47] ;
- le 16 avril 1943 : fermeture complète de la frontière franco-suisse du 16 avril au 3 mai 1943[48] ;
- en septembre 1943 : Mussolini ayant été destitué par le Grand Conseil Faciste, les nazis reprennent le contrôle de la Savoie. Une rafle des Juifs par la Gestapo est présente sur Chambéry. Les troupes allemandes envahissent la Savoie[48].

### Jusqu'à nos jours

#### La fin des guerres
Le 21 août 1944, Aix-les-Bains et ses alentours sont libérés. Les occupants capitulent aux alentours de 23 h 30. Un comité départemental de la Libération, réunissant les mouvements de Résistance, est instauré, et Lucien Rose devient préfet. Au lendemain de la Seconde Guerre mondiale, le territoire est bouleversé.
De nombreux changements du territoire se produisent dès les années 1950 et lors des Trente Glorieuses principalement. Ces modifications entraînent la construction de nouveaux logements et par conséquent, d'un développement de la vie urbaine dans des territoires encore ruraux.
Plus tard, dans le cadre du développement durable, la région Auvergne-Rhône-Alpes met en place des parcs naturels régionaux dont bénéficie le massif des Bauges en 1995 (parc naturel régional des Bauges).

#### Le Revard et son influence auXXesiècle

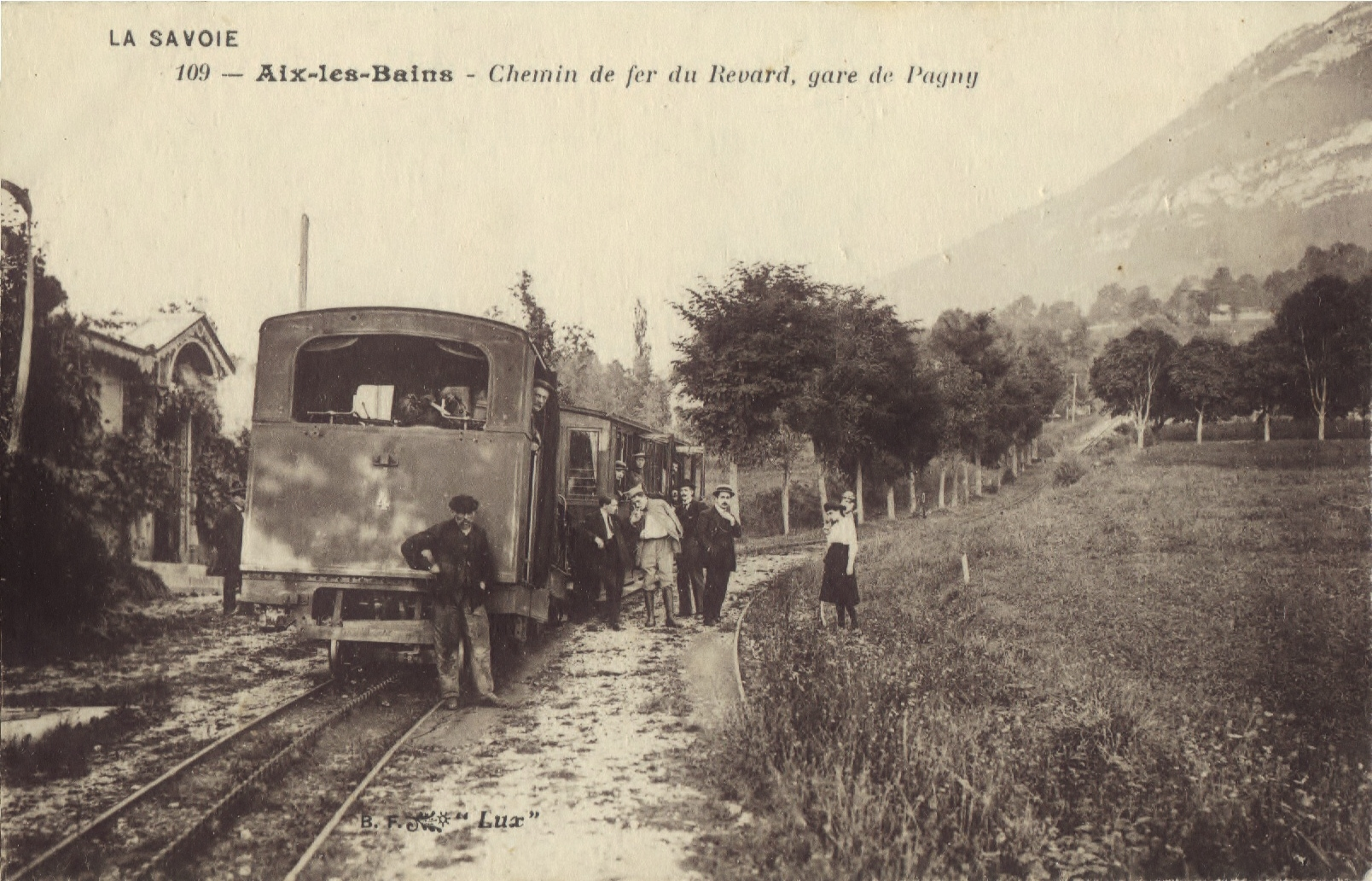
Jadis, le chemin de fer pour accéder au mont Revard.

Mouxy relie la vallée d'Aix-les-Bains à la montagne. La station de ski du Revard fut, en 1908, la première station de ski en France. Pour acheminer les skieurs jusqu'au plateau, plusieurs infrastructures de transport passant par Mouxy (crémaillère et téléphérique) se succédèrent, jusqu'à ce que la voiture ne devienne le seul moyen d'accès au Revard en 1969. Mouxy a donc possédé deux gares sur son territoire.

#### L'essor démographique
Tout comme ses communes périphériques, Mouxy a connu (et connaît encore) une forte augmentation de la population depuis les années 1930 et plus précisément depuis les années 1980. Au niveau départemental, l'exode rural est prononcé.
Les principaux points au niveau départemental sont l'accroissement de la taille des villes, une situation au cœur d'importants axes de communication et les créations d'universités comme Technolac (important technopole à une dizaine de kilomètres de Mouxy),,.

## Politique et administration

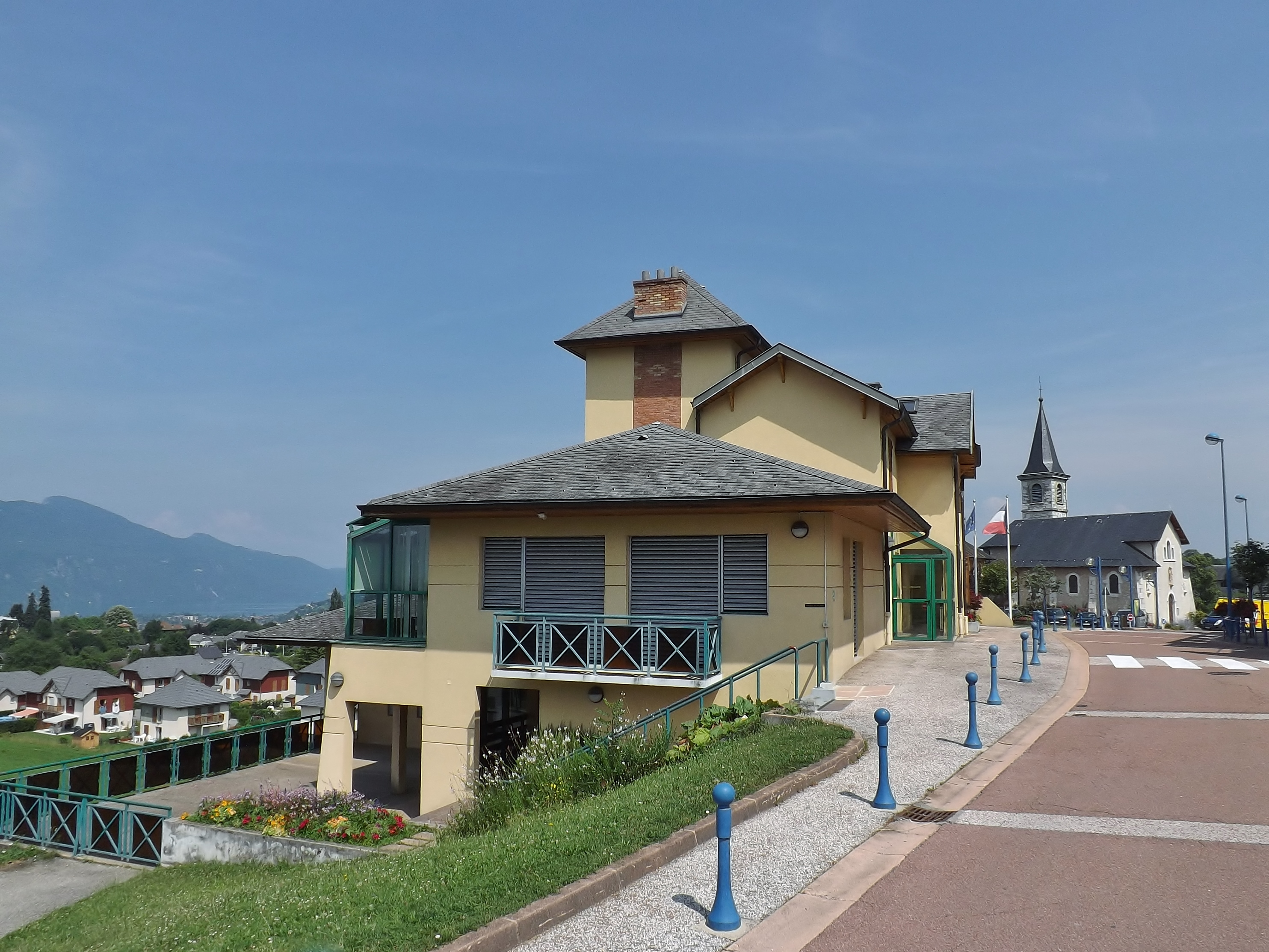
Mairie de Mouxy et lac du Bourget au loin.

### Tendances politiques et résultats
Le vote à Mouxy favorise le plus souvent la droite. Cette tendance semble confirmée par la plupart des consultations électorales récentes, locales et nationales.
Au second tour de l'élection présidentielle de 2012, Nicolas Sarkozy a recueilli 57,77 % des suffrages exprimés, François Hollande 42,23 %, le taux d'abstention était de 11,88 %.
Aux élections législatives de 2012, neuf candidats se sont présentés au premier tour. Au second tour, Dominique Dord (UMP), député-maire d'Aix-les-Bains a recueilli 60,17 % des suffrages exprimés et Alain Caraco (EELV) 39,83 %, le taux d'abstention était de 38,20 %.
Aux élections municipales de 2014 où la commune comptait 1 628 inscrits, deux listes (sans étiquette politique) étaient présentes. La liste « Vous et nous pour Mouxy » conduite par Salvator Fazio ayant recueilli 50,82 % des suffrages exprimés au premier tour contre 49,17 % pour la liste « Unis pour Mouxy » conduite par Jean-Albert Buisson. Les 19 membres du conseil municipal ont été élus dès le premier tour ; le taux d'abstention était de 33,17 %.
Aux élections européennes de 2014, la liste « Front National » est arrivée en tête avec 21,58 % des suffrages exprimés, suivie de la liste UMP « Pour la France, agir en Europe avec Renaud Muselier » avec 19,84 %, puis la liste Union de la Gauche « Choisir notre Europe » avec 14,61 %, la liste Union du Centre « UDI Modem Les Européens, liste soutenue par François Bayrou et Jean-Louis Borloo » avec 13,00 et la liste « Europe Écologie Les Verts» avec 12,60 %. Le taux d'abstention étant de 52,54 %.
Aux élections départementales de 2015, lors du second tour, c'est Renaud Beretti et Marina Ferrari, sous l'étiquette « UMP », qui ont été élus avec 69,69 % des suffrages exprimés. Ils étaient opposés au binôme « front national » conduit par Serge Gathier et Julienne Gourdelier qui ont obtenu le score de 30,31 %. Le taux d'abstention fut de 47,67 %.
Lors du second tour de l'élection régionale de 2015 en Auvergne-Rhône-Alpes, une triangulaire avait partagé trois listes de candidats.
| Liste conduite par     | Etiquette | Exprimés (%) |
| ---------------------- | --------- | ------------ |
| M. Laurent Wauquiez    | LUD       | 39,28        |
| M. Jean-Jack Queyranne | LUG       | 35,29        |
| M. Christophe Boudot   | LFN       | 25,42        |

Sur Mouxy, la liste menée par Laurent Wauquiez  a obtenu le plus de voix, devançant de peu la liste conduite par Jean-Jack Queyranne. Au niveau départemental et régional, c'est également la liste d'union de la droite conduite par Laurent Wauquiez qui a recueilli le plus de voix avec respectivement 38,75 % et 40,61 %,. L'abstention fut de 37,81 % lors de ce deuxième tour.
Par ailleurs, de vives tensions se manifestent au sein du conseil municipal de Mouxy depuis les élections municipales de 2014. En effet, dernièrement, en septembre 2015, 11 élus (sur les dix-huit présents) avaient déjà quitté la salle en plein débat « après quelques échanges verbaux musclés », selon le journal Le Dauphiné, qui avait également précisé que « la situation a bien failli dégénérer ». De nombreux conseillers ont démissionné dont six en une seule fois lors de la séance de conseil du lundi 18 janvier 2016, comme le relate le quotidien dans la presse locale : « Si l’un d’eux a souhaité quitter ses fonctions pour des raisons professionnelles, les cinq autres conseillers municipaux ont voulu, par cette décision, marquer leur désaccord avec les décisions et l’attitude de leur maire… qu’ils avaient pourtant soutenu lors des dernières élections municipales. ». « Cette énième vague de démissions pourrait entraîner de nouvelles élections municipales d’ici trois mois. » a indiqué la rédaction du Dauphiné au mois de janvier 2016.
Aux élections municipales de 2014 où la commune comptait 1 628 inscrits, deux listes (sans étiquette politique) étaient présentes. La liste « Vous et nous pour Mouxy » conduite par Salvator Fazio ayant recueilli 50,82 % des suffrages exprimés au premier tour contre 49,17 % pour la liste « Unis pour Mouxy » conduite par Jean-Albert Buisson. Les 19 membres du conseil municipal ont été élus dès le premier tour ; le taux d'abstention était de 33,17 %.
À la suite de nouvelles élections municipales partielles et intégrales organisées le dimanche 24 avril 2016, comme l'a indiqué le préfet du département, Gabrielle Koehren, ancienne première adjointe du maire sortant jusqu'en novembre 2014, de la liste « Mouxy Ensemble », a obtenu 58,50 % des voix. Elle était opposée à la liste « Rassemblement de Mouxy » du maire sortant, Salvator Fazio. Le taux de participation fut de 54,78 %.

### Administration municipale
Le nombre d'habitants au dernier recensement étant compris entre 1 500 et 2 499, le nombre de membres du conseil municipal est par conséquent de 19.

### Liste des maires
La fonction de maire de Mouxy est créée en 1860 lorsque Mouxy devient française, année de la signature du Traité de Turin,.
La commune à proximité d'Aix-les-Bains a notamment donné plusieurs personnalités politiques dont André Grosjean, maire de Mouxy durant 16 ans.
| Période                                  | Période      | Identité          | Étiquette | Qualité |
| ---------------------------------------- | ------------ | ----------------- | --------- | --- |
| 1860                                     | ...          | Antonin Baffert   | ...       | ... |
| Les données manquantes sont à compléter. |              |                   |           | |
| mai 1953                                 | mars 1969    | André Grosjean    | UDR       | Industriel Conseiller général d'Aix-les-Bains-Centre (1963 → 1983) Maire d'Aix-les-Bains (1969 → 1985 puis 1995 → 2001) |
| Les données manquantes sont à compléter. |              |                   |           | |
| ?                                        | mars 1983    | Marcel Tourette   |           | |
| mars 1983                                | mars 2001    | Pierre Exertier   |           | Vice-président de la CA du Lac du Bourget                                                                               |
| mars 2001                                | mars 2014    | Claude Quard      | DVD       | Retraité |
| mars 2014                                | avril 2016,  | Salvator Fazio    | SE        | Chef d'entreprise Conseiller départemental remplaçant                                                                   |
| 24 avril 2016                            | mai 2020     | Gabrielle Koehren | SE        | Cadre du secteur privé, ancienne première adjointe                                                                      |
| 29 mai 2020                              | janvier 2024 | Laurent Filippi   | SE        | Ancien directeur d'EHPAD Démissionnaire                                                                                 |
| janvier 2024                             | mars 2024    | Catherine Ravanne | SE        | Maire par intérim suite démission                                                                                       |
| mars 2024                                | En cours     | Armelle Person    | SE        | Ancienne secrétaire de mairie                                                                                           |

### Instances juridiques et administratives
Mouxy est l’une des trois communes du canton d'Aix-les-Bains-2, canton qui fait partie de la première circonscription de Savoie.
La commune fait partie de la juridiction d'instance de Chambéry.
Mouxy relève du conseil de prud'hommes d'Aix-les-Bains, de la Cour administrative d'appel de Lyon, de la Cour d'appel de Chambéry, de la Cour d'assises de la Savoie, du tribunal administratif de Grenoble, du tribunal d'instance de Chambéry, du tribunal de commerce de Chambéry, du tribunal de grande instance de Chambéry, du tribunal paritaire des baux ruraux de Chambéry et du tribunal pour enfants de Chambéry.

### Intercommunalités
Mouxy fait partie de la communauté d'agglomération du Lac du Bourget qui regroupe 18 communes réparties autour du lac du Bourget.
Mais elle appartient également à d'autres intercommunalités (SIVU) :
- au Syndicat Départemental d'Énergie de Savoie. Ce syndicat se base sur ERDF. En contrepartie de l'utilisation du réseau de distribution publique d'électricité, ERDF verse des redevances au syndicat en lieu et place des communes qui lui ont délégué l'autorité concédante. Les redevances permettent le fonctionnement du syndicat, le contrôle du concessionnaire et assurent aux communes adhérentes une participation financière pour l'amélioration esthétique des réseaux de distribution sur le territoire de leur commune. Par ailleurs, aucune cotisation n'est demandée aux communes qui adhèrent[85] ;
- au Syndicat Intercommunal Social des Cantons d'Aix Nord et Sud (SISCA). Ce service assure une aide à la personne. Il apporte soutien aux personnes âgées ou handicapées sur toutes les communes des cantons d’Aix-les-Bains-Nord et Sud. Il les assiste dans les principaux actes de la vie quotidienne. De plus, il apporte un soutien psychologique et un lien avec l’environnement extérieur[86] ;
- et à Planet' Jeunes, aussi un syndicat, qui est géré par 5 communes du canton Aix-les-Bains-Sud : Drumettaz-Clarafond, Mouxy, Mery, Viviers-du-Lac et Voglans. Il propose des projets communs en lien avec des actions destinées à la jeunesse. Ces actions sont les suivantes : sociales, éducatives ou bien culturelles[87].

### Politique environnementale
La commune de Mouxy conserve des marques de la campagne et de la montagne sur son territoire. De nombreux espaces sont encore ruraux. Par contre, la ville ne participe pas au concours des villes et villages fleuris.

#### Déchets
La collecte des déchets, grâce à des poubelles collectives de tri, est réalisée par la communauté d'agglomération.
La déchetterie intercommunale de Drumettaz-Clarafond, ouverte en juin 1999, est distante d'un peu moins de 5 km. Les particuliers peuvent y accéder gratuitement, alors que le service est payant pour les artisans. Une autre déchetterie, celle de Grésy-sur-Aix située au nord, est distante d'un peu plus de 6 km. de la commune. Elle a été ouverte en juillet 2006, pour compléter la déchetterie de Drumettaz-Clarafond, cette dernière étant rapidement saturée. Elle est aussi payante pour les artisans.

### Finances locales
Depuis 2005, la capacité d'autofinancement reste inférieure, voire très inférieure, à la moyenne de la strate (communes de 500 à 2 000 habitants appartenant à un groupement fiscalisé) :
|                      | 2012 | 2011 | 2010 | 2009 | 2008 | 2007 | 2006 | 2005 | 2004 | 2003 |
| -------------------- | ---- | ---- | ---- | ---- | ---- | ---- | ---- | ---- | ---- | ---- |
| Mouxy                | 178  | 123  | 77   | 125  | 103  | 78   | 121  | 97   | 145  | 175  |
| Moyenne de la strate | 187  | 189  | 150  | 147  | 158  | 152  | 151  | 142  | 137  | 129  |

### Jumelages
À la date du 25 juillet 2014, l’Atlas français de la coopération décentralisée et des autres actions extérieures, n'indique aucun projet de jumelage ou de coopération décentralisée, ni pacte d’amitié à l'international pour la commune.

## Population et société

### Démographie
Les habitants de la commune sont appelés Moussards, et Meussords en patois savoyard, la langue du département.

#### Évolution démographique
L'évolution du nombre d'habitants est connue à travers les recensements de la population effectués dans la commune depuis 1793. Pour les communes de moins de 10 000 habitants, une enquête de recensement portant sur toute la population est réalisée tous les cinq ans, les populations de référence des années intermédiaires étant quant à elles estimées par interpolation ou extrapolation. Pour la commune, le premier recensement exhaustif entrant dans le cadre du nouveau dispositif a été réalisé en 2007.

En 2022, la commune comptait 2 291 habitants, en évolution de +2,23 % par rapport à 2016 (Savoie : +3,63 %, France hors Mayotte : +2,11 %).
| 1793 | 1800 | 1806 | 1822 | 1838 | 1848 | 1858 | 1861 | 1866 |
| ---- | ---- | ---- | ---- | ---- | ---- | ---- | ---- | ---- |
| 401  | 270  | 462  | 520  | 614  | 618  | 582  | 592  | 636  |

| 1872 | 1876 | 1881 | 1886 | 1891 | 1896 | 1901 | 1906 | 1911 |
| ---- | ---- | ---- | ---- | ---- | ---- | ---- | ---- | ---- |
| 607  | 592  | 601  | 575  | 550  | 671  | 606  | 603  | 577  |

| 1921 | 1926 | 1931 | 1936 | 1946 | 1954 | 1962 | 1968 | 1975 |
| ---- | ---- | ---- | ---- | ---- | ---- | ---- | ---- | ---- |
| 447  | 427  | 460  | 506  | 550  | 600  | 688  | 746  | 822  |

| 1982 | 1990  | 1999  | 2006  | 2007  | 2012  | 2017  | 2022  | - |
| ---- | ----- | ----- | ----- | ----- | ----- | ----- | ----- | - |
| 910  | 1 308 | 1 523 | 1 842 | 1 888 | 2 207 | 2 234 | 2 291 | - |

À la lecture des résultats des recensements successifs, on constate que la population a été relativement stable durant le XIXe siècle jusqu'au milieu du XXe siècle. Dès la fin de la Seconde Guerre mondiale, le nombre d’habitants a augmenté et a doublé entre les années 1980 et l'année 2010.

#### Pyramide des âges
En 2018, le taux de personnes d'un âge inférieur à 30 ans s'élève à 30,7 %, soit en dessous de la moyenne départementale (33,6 %). De même, le taux de personnes d'âge supérieur à 60 ans est de 26,2 % la même année, alors qu'il est de 26,7 % au niveau départemental.
En 2018, la commune comptait 1 132 hommes pour 1 094 femmes, soit un taux de 50,85 % d'hommes, légèrement supérieur au taux départemental (48,96 %).
Les pyramides des âges de la commune et du département s'établissent comme suit.
| Hommes | Classe d’âge | Femmes |
| ------ | ------------ | ------ |
| 0,4    | 90 ou +      | 0,7    |
| 4,9    | 75-89 ans    | 6,6    |
| 19,5   | 60-74 ans    | 20,3   |
| 23,3   | 45-59 ans    | 22,1   |
| 19,5   | 30-44 ans    | 21,3   |
| 12,3   | 15-29 ans    | 11,3   |
| 20,1   | 0-14 ans     | 17,7   |

| Hommes | Classe d’âge | Femmes |
| ------ | ------------ | ------ |
| 0,7    | 90 ou +      | 2      |
| 7,2    | 75-89 ans    | 9,9    |
| 17,1   | 60-74 ans    | 18     |
| 21,1   | 45-59 ans    | 20,4   |
| 18,9   | 30-44 ans    | 18,4   |
| 17,2   | 15-29 ans    | 15,1   |
| 17,7   | 0-14 ans     | 16,2   |

### Enseignement

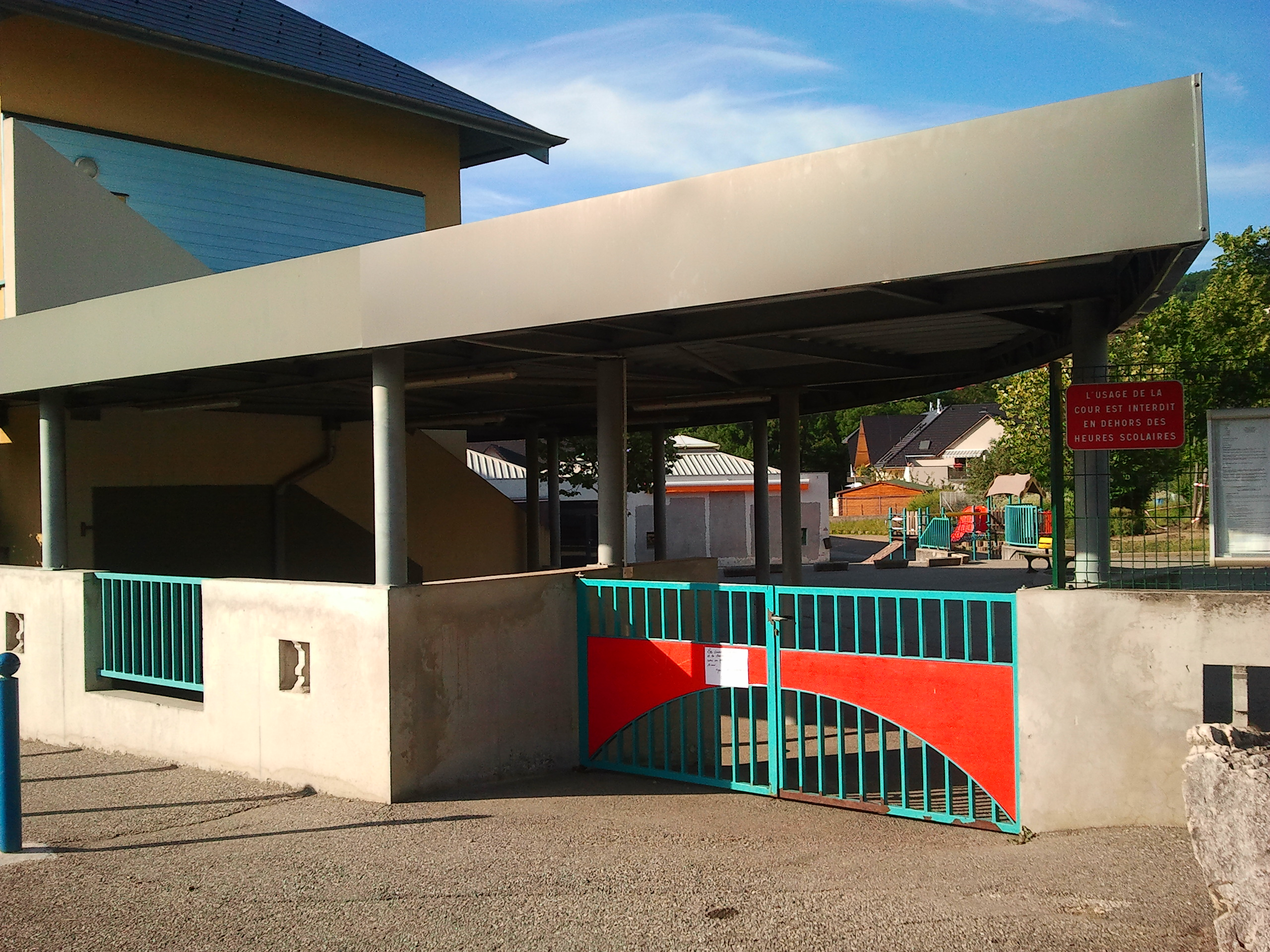
Entrée de l'école de la commune.

La commune dépend de l'académie de Grenoble, dans la zone A. Elle administre une école maternelle et une école élémentaire regroupant 232 élèves durant l'année scolaire 2012-2013.
Une garderie (le matin et le soir) et une cantine (pour le déjeuner) sont assurées.
Le collège le plus proche est Jean-Jacques-Perret à Aix-les-Bains. Le lycée le plus proche est celui de Marlioz, lui aussi à Aix-les-Bains.
La ville dispose également d'une micro-crèche capable d'accueillir jusqu'à dix enfants.

### Manifestations culturelles et festivités
Le comité des fêtes de Mouxy, ainsi que différentes associations, organisent régulièrement des manifestations, annoncées sur le site de la mairie et dans un journal électronique.

### Santé
La commune de Mouxy correspond au « Bassin 73182 : Mouxy », soit une seule commune. La desserte médicale est estimée en septembre 2012 à un médecin généraliste pour 739 habitants.
Malgré sa petite taille, Mouxy possède un pôle médical avec trois médecins, deux infirmières, une infirmière libérale, un kinésithérapeute, un ostéopathe, un opticien, une dentiste ainsi qu'une pharmacie. L'ensemble de ces services sont situés au centre de la commune.
La clinique Herbert, la plus proche de Mouxy, se trouve à un peu plus d'un kilomètre du centre-bourg de la commune. Ensuite les hôpitaux les plus proches sont situés à Aix-les-Bains. Le centre hospitalier de Chambéry, situé à une quinzaine de kilomètres au sud de Mouxy, est souvent sollicité.

### Sports

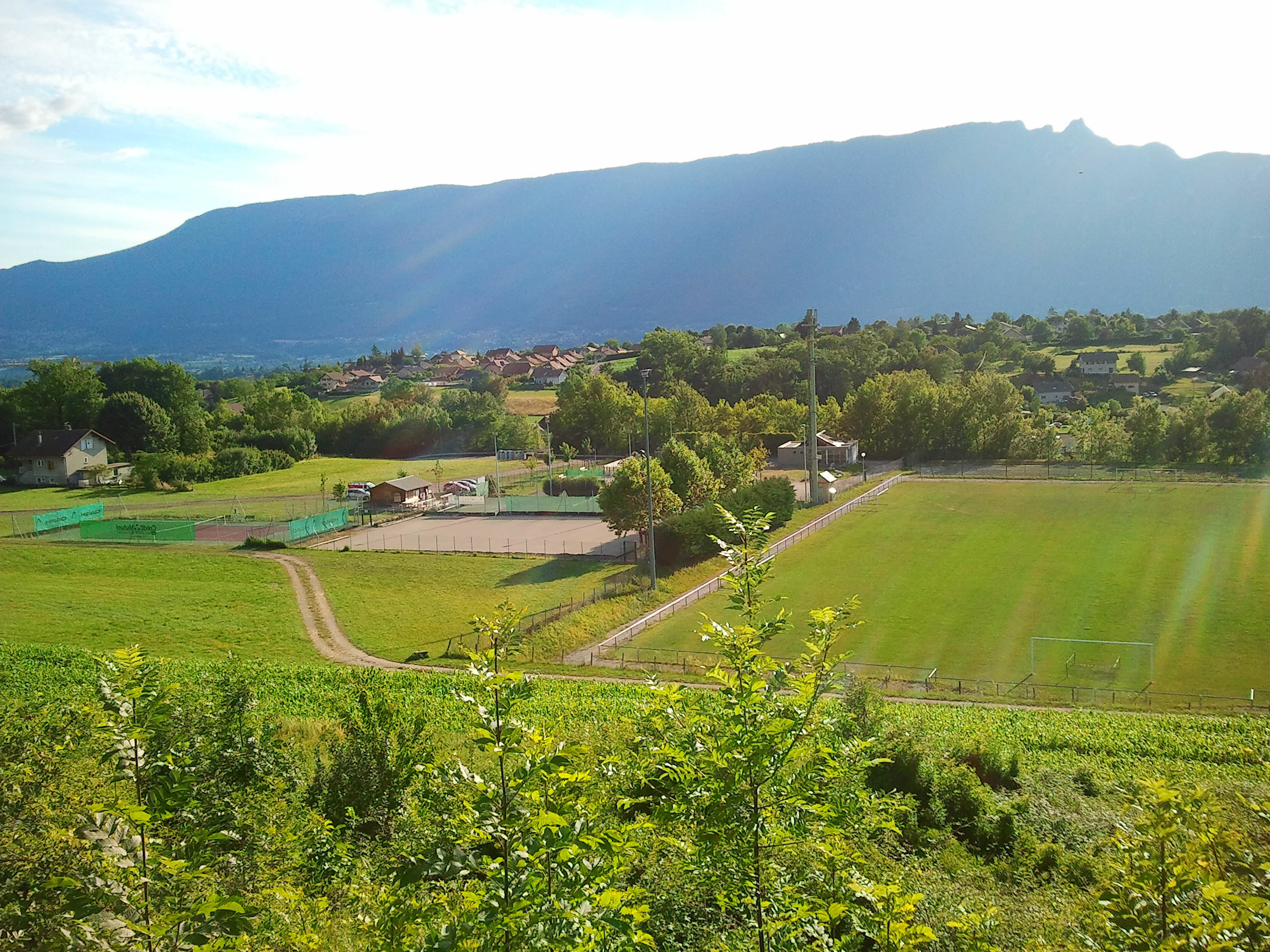
Vue depuis la colline du bourg sur le terrain sportif en contrebas.

La commune possède un plateau sportif avec un terrain de football, un terrain de pétanque ainsi que deux terrains de tennis. Des manifestations y sont régulièrement organisées. On dénombre sept associations dans le domaine sportif.
Le club de football est mutualisé avec le club de Drumettaz-Clarafond sous le nom de ESDM (Entente Sportive Drumettaz-Mouxy). 
L'Entente Sportive Drumettaz-Mouxy qui remporte notamment la coupe de Savoie en 1979 et en 1993. Le club évolue aujourd'hui en régionale 3.
Le territoire de la commune permet la pratique du VTT sur les circuits balisés. De nombreux sentiers pédestres sont également balisés pour les randonneurs, mais aussi pour les promeneurs.

### Loisirs
La commune propose aux enfants de profiter d'un centre de vacances et de loisirs (CLSH) intercommunal. Situé route des Vernes à Drumettaz-Clarafond, il regroupe la commune de Mouxy ainsi que différentes communes alentour : Drumettaz-Clarafond, Méry, Viviers-du-Lac et Voglans. D'autre part, une association est implantée sur Mouxy dans le domaine « loisirs scientifiques et technologiques ».

### Cultes
Le territoire de la commune dépend de la paroisse catholique des « douze apôtres en pays d'Aix » au sein de l'archidiocèse de Chambéry, Maurienne et Tarentaise. Le culte catholique n'est plus célébré à Mouxy.

### Médias
En plus des stations de radio nationales, la commune est couverte par de nombreuses antennes locales dont France Bleu Pays de Savoie, RCF radio Savoie, Radio Aix-les-Bains 88FM, etc.
La presse régionale est présente avec le quotidien Le Dauphiné libéré.
La chaîne locale du département est 8 Mont-Blanc. Depuis 2000, plusieurs communes, dont Mouxy, soutiennent l’association La 8 par une aide financière, ce qui a permis à la chaîne 8 Mont-Blanc de revoir le jour.
Cependant, le 1er juillet 2014, le tribunal de commerce d’Annecy a placé la chaîne en redressement judiciaire.

### Équipements culturels
Mouxy dispose de 6 associations dans le domaine arts et culture. On peut citer pour exemple le domaine musical, commun dans plusieurs de ces associations, avec notamment des chorales.
Une bibliothèque municipale se situe dans l'école. Mouxy possède aussi une salle des fêtes communale.

## Économie

### Revenus de la population et fiscalité
En 2011, le revenu fiscal médian par ménage était de 43 007 €, ce qui plaçait Mouxy au 1 695e rang parmi les 31 886 communes de plus de 49 ménages en métropole.
En 2009, 26,4 % des foyers fiscaux n'étaient pas imposables.

### Emploi
On comptait 231 emplois dans la zone d'emploi, contre 151 en 1999. Le nombre d'actifs ayant un emploi résidant dans la zone d'emploi étant de 930, l'indicateur de concentration d'emploi est de 24,9 %, ce qui signifie que la zone d'emploi n'offre qu'un emploi pour quatre habitants actifs.
Ce tableau représente les chiffres-clés de l'évolution de l'emploi des 15 à 64 ans par type d'activité :
|                                            | 2011  | 2006  |
| ------------------------------------------ | ----- | ----- |
| Ensemble                                   | 1 396 | 1 213 |
| Actifs en %                                | 75,0  | 73,1  |
| Actifs ayant un emploi en %                | 70,1  | 69,4  |
| Chômeurs en %                              | 4,9   | 3,7   |
| Inactifs en %                              | 25,0  | 26,9  |
| Étudiants et stagiaires non rémunérés en % | 8,5   | 9,3   |
| Retraités ou préretraités en %             | 11,8  | 11,2  |
| Autres inactifs en %                       | 4,7   | 6,4   |

Sur Mouxy, les actifs représentent 75 %, soit les trois quarts de la population, alors que les inactifs représentent qu'un quart des habitants, soit 25 %. Le nombre de chômeurs est très faible.
Ce tableau représente le lieu de travail des actifs de 15 ans ou plus ayant un emploi et qui résident dans la zone :
| Actifs de 15 ans ou plus :                    | 2009 | %     |
| --------------------------------------------- | ---- | ----- |
| Ensemble                                      | 930  | 100,0 |
| Dans la commune de résidence                  | 97   | 10,4  |
| Dans une commune autre que celle de résidence | 833  | 89,6  |

Sur l'ensemble des actifs de 15 ou plus, 97 personnes (soit 10,4 %) ont un emploi dans leur commune de résidence. La grande majorité des actifs travaillent donc hors de leur commune de résidence.

### Entreprises et commerces
Au 31 décembre 2010, Mouxy comptait 109 établissements : 9 dans l’agriculture-sylviculture-pêche, 4 dans l'industrie, 24 dans la construction, 56 dans le commerce-transports-services divers et 16 étaient relatifs au secteur administratif.
En 2011, 16 entreprises ont été créées à Mouxy, dont 7 par des autoentrepreneurs.
Mouxy regroupe quelques petites zones d'activités telles la zone d'activités La Capita et la zone d'activités Les Bugnards.

### Agriculture
La commune est couverte par de nombreuses terres exploitables en zones agricoles. En 2013, la surface agricole utilisée était de 94 ha. Plus de la moitié de cette surface est occupée par des prairies permanentes avec 79 ha. On peut aussi citer, d'une manière plus minoritaire, les cultures de maïs (11 ha de la surface agricole utilisée) et de céréales (4 ha). La commune compte également des vignes, dont celles du replat du Biollay.

### Tourisme
Grâce à la proximité de la station touristique d'Aix-les-Bains et du parc du massif des Bauges (station de Savoie Grand Revard), la commune essaye peu à peu de se développer sur le plan touristique. Ainsi, le nombre de lits d'hébergement dans la commune en 2013 est de 61 lits marchands et de 86 non marchands.
Mais la ville ne possède aucun hôtel ou camping.

## Culture locale et patrimoine

### Lieux et monuments
En 2014, la commune ne compte aucun monument ou objet répertorié à l'inventaire des monuments historiques, ou à l'inventaire général du patrimoine culturel,.
La commune possédait dans l'église paroissiale, une sculpture en bois polychrome représentant Saint Jacques, datée du XVIe siècle, mais volée en août 1983. Cette statue avait été classée à l'inventaire des monuments historiques le 20 janvier 1936.

#### La gare de la Crémaillère

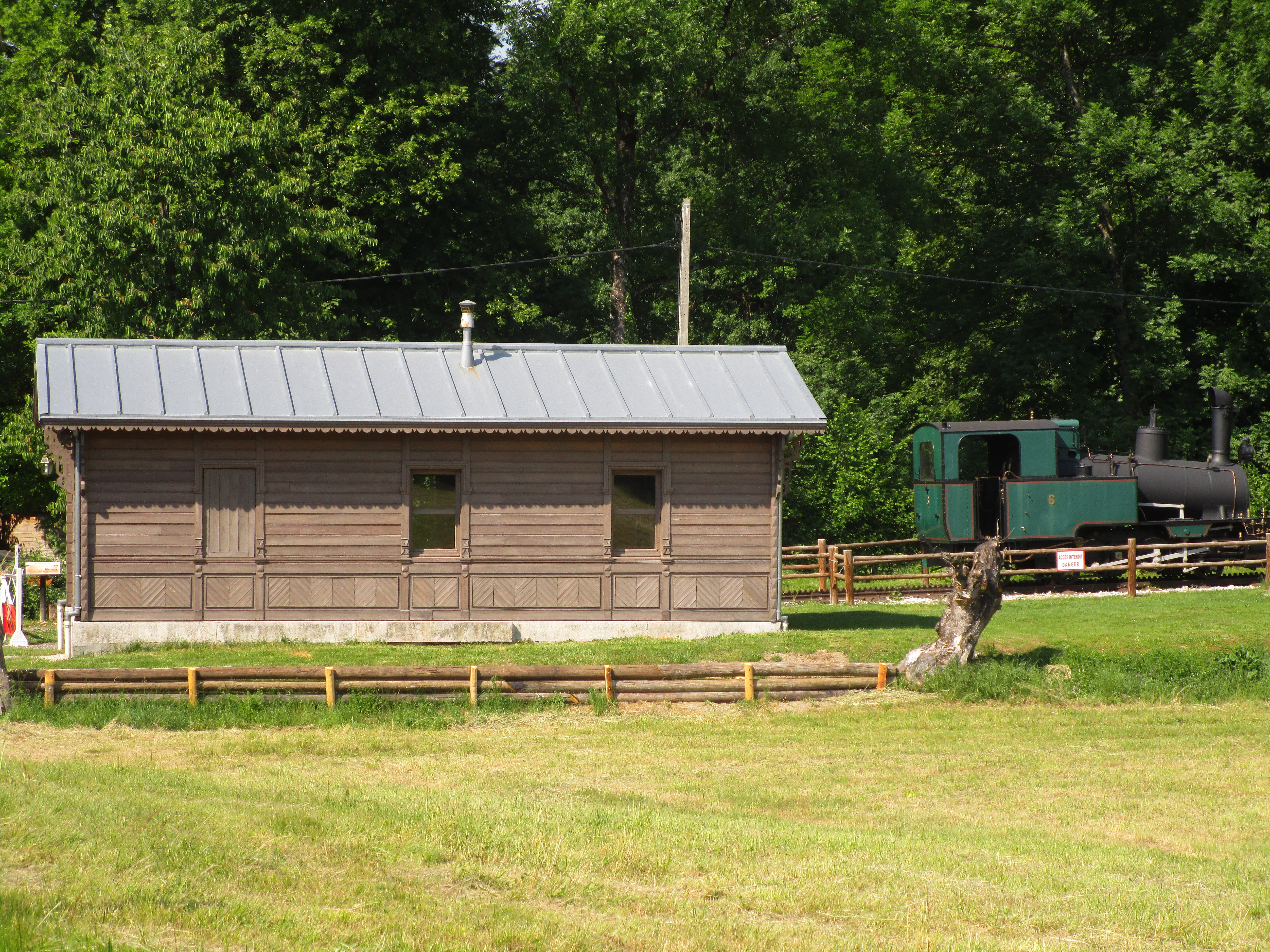
La gare de Mouxy rénovée et la locomotive à crémaillère conservée à l’été 2017.

Un chemin de fer à crémaillère, le chemin de fer du Mont-Revard a relié la ville d'Aix-les-Bains au Revard de 1892 à 1937. En effet, à la fin du XIXe siècle, la ville thermale avait créée un train à crémaillère pour emmener les curistes et touristes en haut du mont Revard. En France, ce train a marqué le début des sports d’hiver. Le mont Revard fut préposé à accueillir les tout premiers jeux olympiques d'hiver en 1924, mais le conseil municipal d’Aix refusa l’offre. La fréquentation de la ligne devenant de plus en plus importante, il devint urgent de remplacer le chemin de fer à crémaillère par un transport par câble. Ainsi entra en fonction le téléphérique en 1935, à l'époque le plus long du Monde. Les dernières années de fonctionnement de la crémaillère (1935-1937) furent alors principalement consacrées au transport de marchandises. La ligne passait par la commune de Mouxy qui en était la première station et qui reste la dernière du parcours à avoir été conservée. Il fallait alors environ 1 h 30 pour parcourir les 10 km de la ligne. La commune de Mouxy a pour projet de rénover cette gare du chemin de fer à Crémaillère comme témoin de l'histoire et de l'architecture de l'époque.

#### La gare du Téléphérique
Un téléphérique a remplacé en 1935 le train à crémaillère, reliant approximativement la même ligne entre les Mentens et le Revard. La ligne n'était alors plus suffisante pour assurer le transport des skieurs vers les sommets du mont Revard.
Sa construction fut difficile à cause de la topographie des lieux. En effet, il fallait atteindre en une seule et très longue portée (1,650 km) le sommet de la montagne, soit 845 m de dénivelé sans pylône. Il y circulait des chariots qui portaient des cabines de 40 places. Les câbles avaient 58 mm de diamètre et pesaient plus de 18 kg par mètre. Il fallait alors sept minutes pour relier Mouxy au sommet. La gare a été réalisée par l'architecte Laurent Pierron.
Avec la construction des infrastructures routières à partir des années 1930, la voiture a pris le pas sur le téléphérique qui s'arrêta après la saison hivernale 1968/1969.
La gare du téléphérique est également un témoignage de l'architecture de l'époque, construite en style art déco.
La commune cherche depuis quelques années à maintenir un des principaux éléments du patrimoine du hameau, mais l'édifice reste menacé de destruction en l'absence de repreneur.

#### L'église de Mouxy (St Jacques le Majeur)

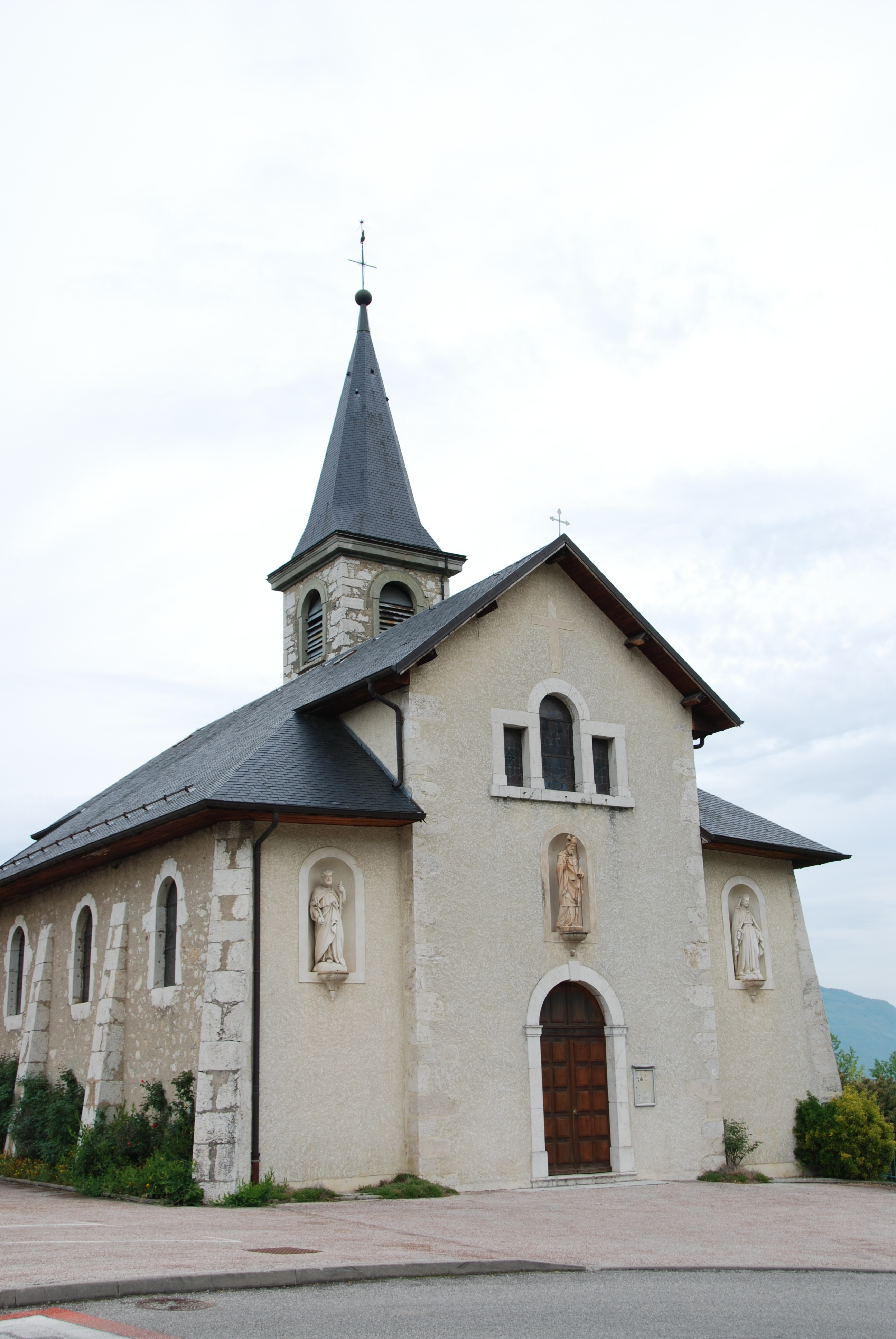
L'église de Mouxy.

L'église est placée sous le patronage de Saint Jacques le Majeur. Le nouvel édifice, de style néoroman, est construit à l'emplacement de l'ancienne église selon les plans de l'architecte Flandin en 1855. Il est consacré en 1859. La construction est supervisée par Joseph Rubino qui suit le modèle de plein cintre et de basses nefs. De l'ancienne église, il ne reste plus que le clocher, rehaussée dans les années 1870. Une partie de la sacristie fut de même conservée ce qui donne à l'édifice des allures romanes. De légères modifications furent apportées en 1902 et en particulier : des peintures (Jean-Baptiste Grosso), des statues et des vitraux. Il est rapporté que c'est en l'église de Mouxy que l'évêque de Grenoble appela en 1494 la montagne dominant cette rive du lac du Bourget du nom de Reva, soit l'actuel mont Revard.

#### Le presbytère
Le presbytère originel fut totalement reconstruit à la fin du XIXe siècle au même emplacement que le précédent. Les travaux ont été exécutés par l'architecte Bertin. Les travaux se sont terminés le 1er août 1899.

#### La chapelle Saint-Victor
C'est en empruntant le chemin de randonnée balisé menant au mont Revard que l'on peut atteindre la chapelle Saint-Victor. D'origine plus ancienne, une première chapelle fut reconnue en 1494, puis reconstruite en 1840. Son entretien est désormais assuré par des associations et bénévoles.
De nombreux Moussards venaient s'y recueillir, voire y venaient en procession prier pour l'arrivée des pluies sur les cultures en période de sécheresse. Les eaux s'écoulant de la montagne et arrivant à la chapelle auraient des bienfaits curatifs sur les maux de jambes.

#### La chapelle Notre-Dame des Neiges
Il s'agit d'une petite chapelle privée construite en 1866. Elle se situe au Biollay et fut, tout comme la Chapelle Saint-Victor, lieu de processions.

#### Les croix
On retrouve 16 croix au total sur l'ensemble du territoire communal, la plus ancienne datant de 1806. Elle se situe au lieu-dit des Mentens.

#### Les oratoires
Sur la commune, on peut retrouver quelques oratoires. Ces lieux étaient consacrés autrefois à la prière pour invoquer une protection divine.
On peut par exemple citer l'oratoire à la Vierge, datant du XIXe siècle.

#### Les lavoirs
De nombreux lavoirs sont visibles dans la plupart des lieux-dits de la commune, tels les Mentens, le Crêt ou même encore le Biollay. On en dénombre environ une quinzaine dont un ancien non daté au Faubourg, et des plus récents datant des années 1930. Ils servaient autrefois au nettoyage des vêtements. Aujourd'hui, ces lavoirs décorent la commune. Certains sont vides, d'autres sont pleins, signe que la vie d'autrefois est encore présente sur le territoire de la commune.

#### Les fours
Des anciens fours à pain sont également présents sur la commune. Au total, sont présents 6 fours mais seuls 3 sont accessibles bien que privés. On les retrouve entre le Fauboug et les Mentens. Ils n'ont plus aucune fonction. Malgré tout, ils peuvent parfois servir à la cuisson de pains lors de manifestations communales, comme les failles.
En 2010, un four a d'ailleurs été totalement remis en état.

### Patrimoine naturel

#### Lieux de randonnées
Mouxy est un trait d'union entre la vallée d'Aix-les-Bains et le mont Revard. La commune offre de nombreux points de vue sur le lac du Bourget. Un chemin de randonnée permet, depuis le centre de la commune, de monter jusqu'au sommet du mont Revard qui ouvre sur le parc naturel régional du Massif des Bauges,. Ce chemin, dit du Pertuiset, reprend le tracé du premier chemin muletier reliant Aix-les-Bains au plateau du Revard.
Du fait de l'essor du thermalisme à la fin du XIXe siècle, la ville d'Aix-les-Bains et ses alentours furent l'objet de nouveaux intérêts et de nombreux guides de thermalisme et touristiques mentionnent la commune et les balades de randonnées en direction du mont Revard. En 1855, il était ainsi reporté que :

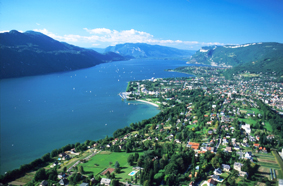
Le lac du Bourget, vu depuis les hauteurs d'Aix-les-Bains.

- « En gravissant la colline sur laquelle Aix est bâti en amphithéâtre, on arrive en 10 minutes au jardin Chevallay, d'où l'on jouit d'une vue générale du bassin d'Aix, sans être obligé de l'ache[v]er par une course pénible et longue. La terrasse de la ferme Vidal offre aussi une très jolie vue, qui est encore plus étendue en poussant jusqu'à la Roche du Roi, au-dessus de Marlioz, 20 minutes. En allant au Biolay, 30 minutes de la ville, on a un point de vue toujours de plus en plus étendu et plus beau. En passant on peut visiter la carrière des Romains, qui a fourni les matériaux de la ville antique »[139].
- « Mouxy (618 hab.) est aussi sur la hauteur à 30 minutes à pied du centre-ville d'Aix, et voit la plaine se développer à ses pieds. Plus au sud se trouve Clarafond à 1 h 15 min, depuis la cure, 473 m de hauteur, on jouit d'un panorama magnifique »[140].

#### Faune et flore
La ville de Mouxy fait partie des zones naturelles d'intérêt écologique, faunistique et floristique de la région Auvergne-Rhône-Alpes avec :
Les chaînons occidentaux des Bauges (16 372,72 hectares)
Bien que Mouxy ne fasse pas partie du parc naturel régional du massif des Bauges, elle rentre dans ce périmètre de la ZNIEFF. Le massif présente un grand intérêt botanique, avec une riche diversité d'espèces montagnardes (aconits, cyclamen d'Europe, sabot de Vénus, lycopode en massue, etc.). Dans les zones humides, on peut retrouver des laîches, rossolis ou bien encore le Scirpe de Hudson. On rencontre différents types d'espèces animales présents dans tout le massif, comme des mammifères (chamois, cerfs ou marmottes par exemple).
Les falaises et forêts occidentales du mont Revard (1 568,03 hectares), dont 237 hectares situés sur la commune de Mouxy

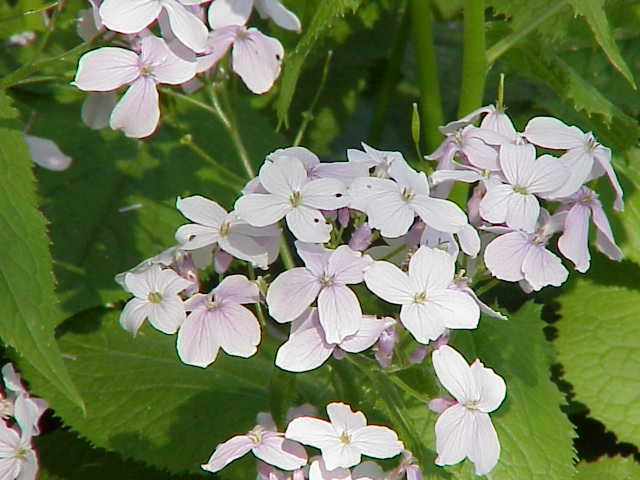
La lunaire vivace.

Dans cette zone de milieux variés, on peut retrouver des bois de bouleaux à sphaignes jusqu'aux pelouses sèches à orchidées. Sur cette face occidentale du mont Revard habite et prolifère de nombreuses plantes rares à l'échelle départementale. On peut retrouver le laser de France ou la campanule carillon. Aux pieds des bois, on peut trouver l'une des plus importantes concentration savoyarde de l'Érythrone (ou Dent de chien) avec plusieurs milliers de pieds répartis sur l'ensemble de la zone. Dans les couloirs où le temps est frais, en aval de la seconde barre rocheuse, on retrouve de la Lunaire vivace. Quant aux falaises, de nombreuses Primevère oreille d'ours sont présentes. On retrouve aussi des espèces de ptéridophytes et de phanérogames.

On peut aussi retrouver des espèces variées d'oiseaux comme le faucon pèlerin (Falco pelegrinus), de mammifères comme des sangliers, de reptiles (lézards sur les pans ensoleillés, vipères dans les zones humides), d'amphibiens (grenouilles ou crapauds) et d'insectes (fourmis, abeilles, etc.)
Le marais des Bauches (16,46 hectares)
Le marais des Bauches se trouve dans la grande extension des formations de tufs calcaires. Ils favorisent la concentration et le développement d'une riche végétation (Laiche de Davall par exemple). On peut y retrouver le Rossolis à feuilles longues ou des espèces d'orchis. Sur le plan faunistique, on sait que réside une libellule particulière et rare : l'Agrion de Mercure.

Par ailleurs, le 23 août 1978, un arrêté a été mis en place sur la réserve communale de chasse et de faune sauvage de 32,81 ha.

### Personnalités politiques liées à la commune
- André Grosjean (1926-2015) : gaulliste, il commence sa vie politique en 1949, en étant élu maire de la commune de Mouxy[145],[146], près d'Aix-les-Bains, il est ensuite élu conseiller général de la Savoie en 1963. Sollicité par les Aixois à l'occasion d'une élection partielle, il quitte Mouxy et devient maire d’Aix-les-Bains en mars 1969[74].

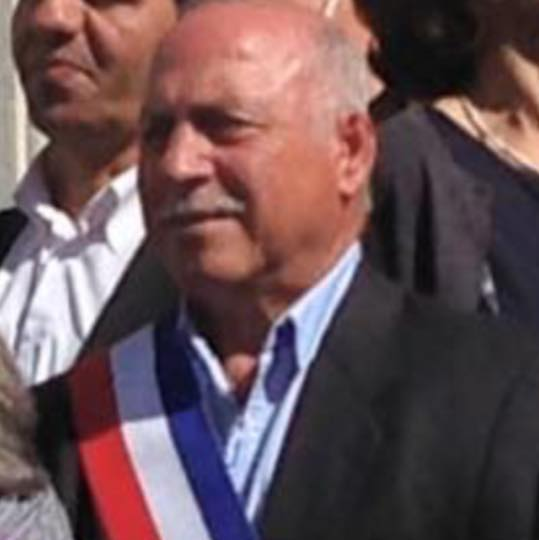
Salvator Fazio (mars 2014 à avril 2016).

- Salvator Fazio (1946-), maire[147], conseiller communautaire à la communauté d'agglomération du Lac du Bourget et conseiller départemental remplaçant du canton d'Aix-les-Bains-2. Il perd son statut de maire à la suite de l'élection municipale partielle et intégrale du 24 avril 2016 et siège ensuite comme conseiller municipal d'opposition[148].

### Héraldique et logotype

#### Héraldique
| Commune de Mouxy | Les armes de la commune de "Mouxy" reprennent celles-des seigneurs des lieux, la famille de Mouxy, qui se blasonnent ainsi : échiqueté d'or et d'azur de quatre tires. |

#### Logotype

Ancien logo.
Logo depuis 2021.